# Pella Sietas
Pella Sietas war ein Schiffbauunternehmen in Hamburg-Neuenfelde, Stand September 2024 befindet es sich in der Abwicklung. Das Unternehmen entstand durch die Übernahme der traditionsreichen J. J. Sietas KG Schiffswerft GmbH u. Co. durch die Open JSC Pella Group aus St. Petersburg. Der Unternehmenssitz befand sich im „Alten Land“ hinter der Hauptdeichlinie der Unterelbe an der Estemündung.

## Geschichte

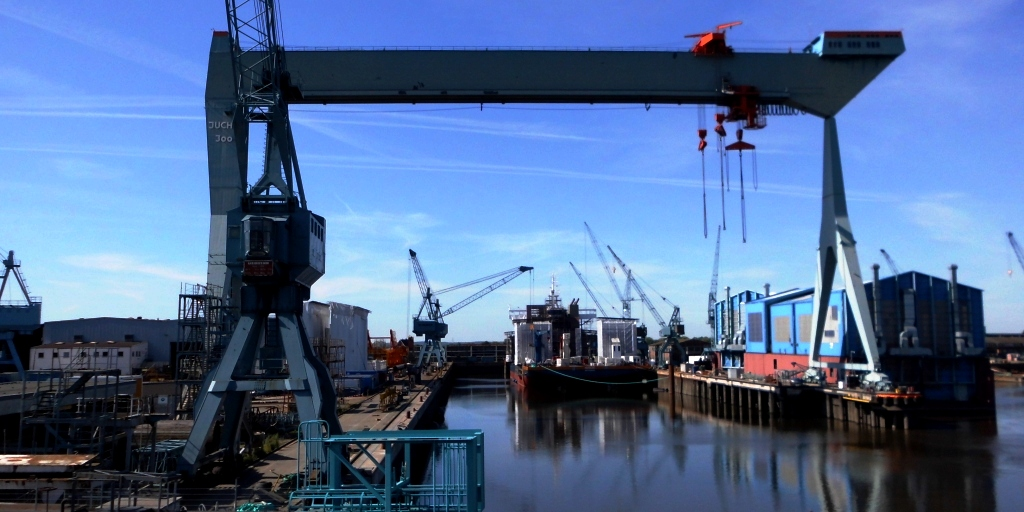
2013, Blick auf die Sietas-Werft

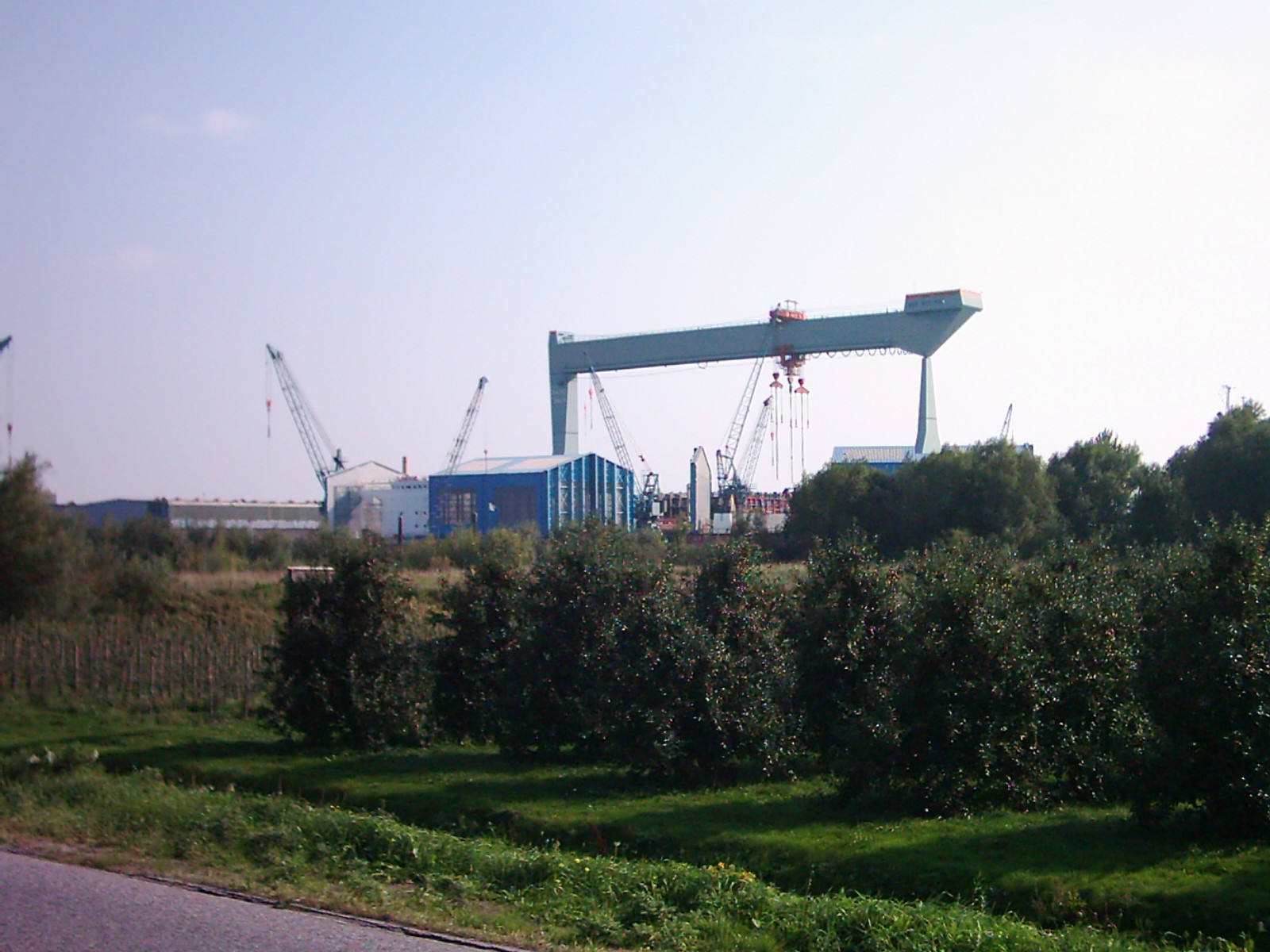
Die Werft Pella Sietas im Alten Land mit ihrem Jucho-Portalkran

Die zuletzt älteste noch bestehende Werft Deutschlands wurde 1635 erstmals urkundlich erwähnt und war vermutlich im selben Jahr von Carsten Sietasch gegründet worden. Sie zählte damit zu den ältesten Unternehmen in Hamburg sowie zu den ältesten noch aktiven Schiffsbaubetrieben weltweit.
Von 1635 bis Anfang 2009 war das Unternehmen neun Generationen lang ununterbrochen im Familienbesitz. Der Familienname Sietasch wurde gegen Mitte des 18. Jahrhunderts zu Sietas verkürzt.

### 1635 bis 1945
In den ersten 200 Jahren ihres Bestehens leistete die Werft hauptsächlich Reparaturarbeiten und baute daneben Boote, Lastkähne sowie Prahme aus Holz, die auf der Este und anderen Flüssen zum Einsatz kamen. Unter Hans Sietas (1768–1843), der die Werft Ende des 18. Jahrhunderts von seinem Vater Hannß Sietasch (1734–1800) übernommen hatte, begann die Fertigung größerer Segelschiffe. Das erste namentlich dokumentierte Schiff war der 1823 abgelieferte Ewer Minerva. Ab 1849 baute das nun von Hinrich Sietas (1818–1899) geleitete Unternehmen auch Galeassen, Schoner und andere seetüchtige Typen. Sietas beschäftigte damals bis zu 45 Arbeitskräfte. Wegen der Konkurrenz durch die zahlreichen Werften im Umland wuchs das Unternehmen nur langsam. Auch blieb die Anzahl der Neubauten überschaubar, ein erheblicher Teil der Aufträge entfiel weiterhin auf Reparaturen. Im Jahr 1871 lieferte Sietas die Schonerbrigg Johann (205 BRT) ab, die bis 1937 der größte Neubau blieb. Hinrich Sietas übergab das Unternehmen 1895 an seinen Sohn Johann Jakob Sietas (1856–1941). Unter seiner Leitung wurde die Fertigung Anfang des 20. Jahrhunderts langsam von Holz auf Eisen und Stahl umgestellt, wobei zunächst Schiffe in gemischter Bauweise entstanden. Die 1902 gebaute Galiot Anna Mary war der erste Sietas-Neubau mit einem eisernen Rumpf. Ab 1911 wurden Reparaturen zunehmend zum Hauptgeschäft des Unternehmens, zumal während des Ersten Weltkriegs aufgrund von Auftragsrückgängen und des Rohstoffmangels nur zwei Schiffe gebaut werden konnten. Nach Ablieferung des Gaffelschoners Walter stellte Sietas im Jahr 1919 das Neubaugeschäft wegen der schwachen Auftragslage komplett ein. Erst 1925 nahm man die Produktion mit dem Bau des Fahrgastschiffs Saxonia wieder auf.
Ab 1912 vergab die Werft erstmals Baunummern für ihre Aufträge (beginnend mit № 63), stellte dies aber bereits 1914 mit der Baunummer 74 wieder ein. Erst ab dem Jahr 1934 wurde die Vergabe konsequent umgesetzt, wobei nun jeder Neubau eine fortlaufende Nummer bekam. Weil keine vollständige Aufzeichnung über die tatsächliche Zahl aller bis dahin gefertigten Schiffe vorlag, wurde ihre Gesamtzahl auf 314 geschätzt. Der 1934 abgelieferte Fischkutter Bussard erhielt somit als erstes neu nummeriertes Schiff die Baunummer 315. Johann Jacob Sietas (1908–1986) übernahm 1935 die Unternehmensleitung. Im selben Jahr lieferte die Werft mit der Käte (№ 318) ihr erstes Küstenmotorschiff (Kümo) ab. Bis zum Ausbruch des Zweiten Weltkriegs entstanden etwa 15 weitere Schiffe, hauptsächlich Fischkutter und Kümos. Darunter befand sich mit dem 1938 nach Kolumbien gelieferten Motorfrachtschiff Siempre Igual (№ 328) auch der erste Exportauftrag. Während des Zweiten Weltkriegs war Sietas überwiegend als Reparaturbetrieb sowie im geringen Umfang auch als Zulieferer für die Werften der Kriegsmarine tätig und stellte unter anderem einige U-Boot-Türme her. Die Werft konnte 1941 mit der Elbe (№ 341) und 1943 mit der Hummel (№ 331) noch zwei Kümos abliefern, bevor der zivile Schiffsbau kriegsbedingt zum Erliegen kam.

### 1946 bis 2011

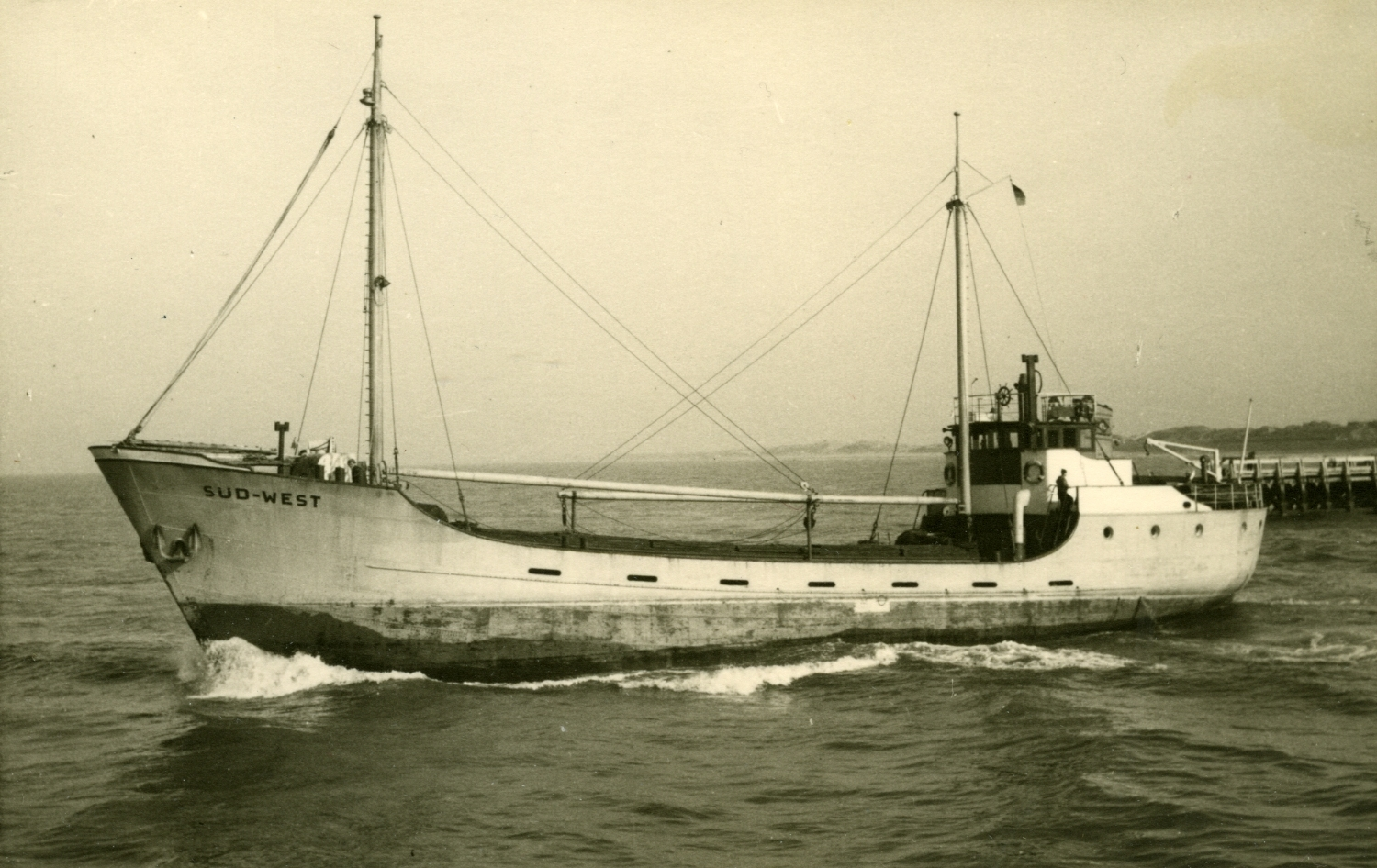
Die Süd-West, das erste Nachkriegskümo der Werft

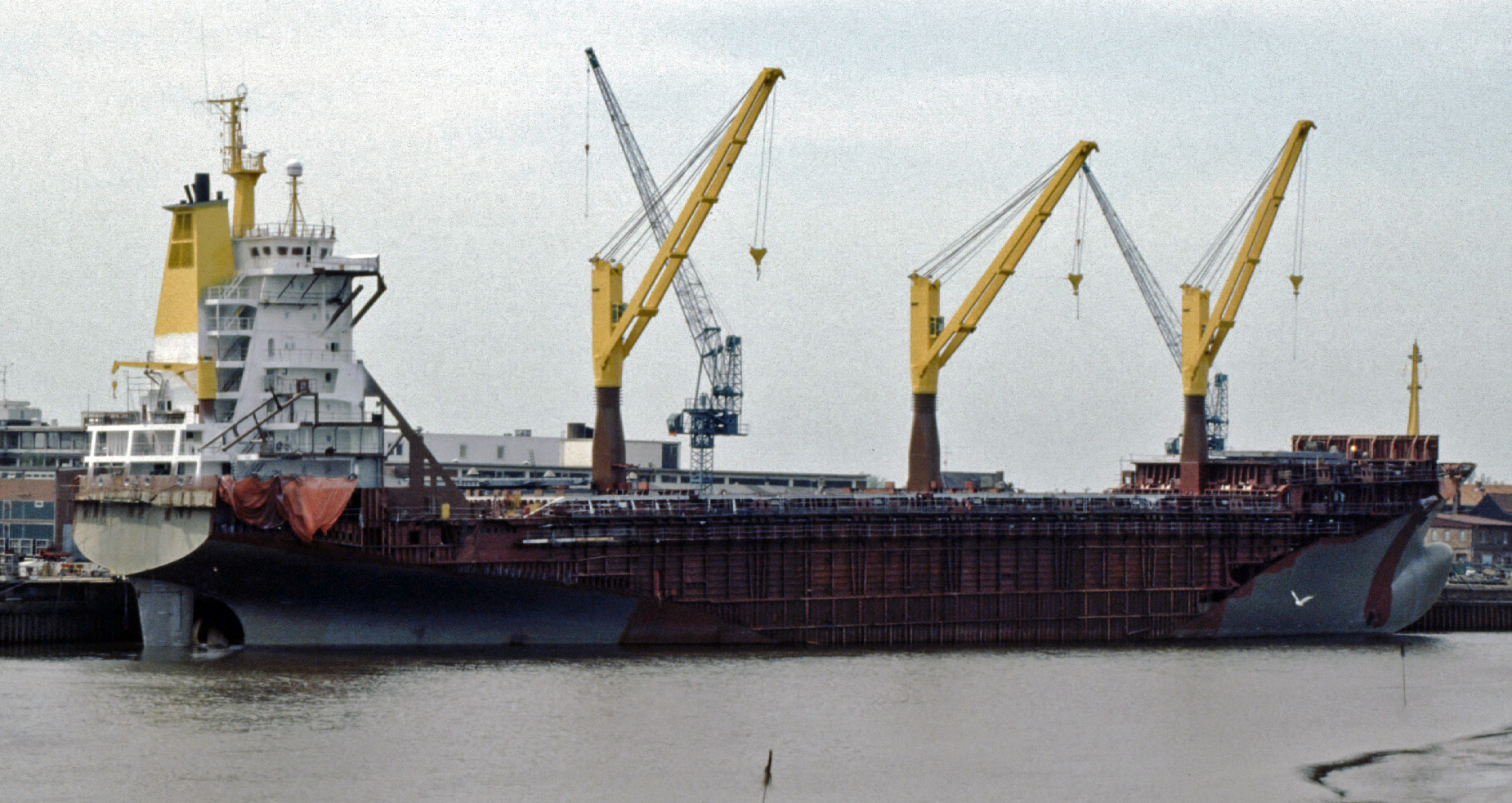
Wegen der damals zu schmalen Durchfahrt des Estesperrwerks wurden ab 1993 Schiffe wie die La Paloma ohne Seitenbereiche gebaut, die später ergänzt wurden

Den Zweiten Weltkrieg überstand die Werft ohne Beschädigungen. Sie besaß damals zwei hölzerne Slipanlagen sowie einen 20 Meter und einen 50 Meter langen Helgen für Neubauten. Nachdem die Westalliierten das 1945 erlassene deutsche Schiffbauverbot gelockert hatten, konnte das Unternehmen 1949 die Produktion wieder aufnehmen und mit dem Fischkutter Auguste (№ 343) sein erstes Nachkriegsschiff abliefern. Am 10. Januar 1950 folgte mit der Süd-West (№ 347) das erste Nachkriegskümo.
Mit der völligen Aufhebung des Schiffbauverbots im Jahr 1951 erweiterte Johann Jacob Sietas das Firmengelände zunächst in die Tiefe und verlängerte die vorhandenen Helgen und Slipanlagen auf 60 Meter. Das Unternehmen ging in den frühen 1950er Jahren zur Sektionsbauweise über, wodurch man die Bauzeiten verkürzen und Schiffe in standardisierten Serien herstellen konnte. Nach weiteren Landkäufen weihte die Werft 1956 das mit zwei Portalkränen ausgestattete Ausrüstungskai ein. Das erste Schwimmdock, ein umgebauter Hebeponton für U-Boote, wurde 1958 in Betrieb genommen. Aus Platzgründen musste das Schwimmdock zunächst außerhalb des Firmengeländes direkt an der Estemündung vertäut werden. Kurzzeitig plante Sietas an dieser Stelle einen komplett neuen Betrieb zu errichten. Diese Planung wurde verworfen, weil man am 1. Juli 1959 die östliche Nachbarwerft W. Holst aufkaufen konnte, die zwischen dem Stammbetrieb und dem Schwimmdock lag. Wegen der verkehrstechnisch ungünstigen Lage seines Unternehmens ließ J. J. Sietas im selben Jahr die ersten 120 Werkswohnungen für seine Arbeitskräfte in Hamburg-Neuenfelde bauen.
Bekannt ist die Werft auch durch die Typenbezeichnungen ihrer Schiffe, die seit 1958 in nummerisch chronologischer Reihenfolge vergeben werden. Seit dieser Zeit hat, mit Ausnahme des 1970 gebauten Fischkutters Nixe (HF 551), jedes Einzelschiff sowie jede neue Bauserie von Schiffen eine durchgängig vergebene Typennummer (z. B. Typ 28 oder Typ 137) erhalten. Die ersten, noch nicht auf Nummern basierenden Typenbezeichnungen führte die Werft ab 1955 zunächst für drei neue Serien von Küstenmotorschiffen ein, wobei die Anfangsbuchstaben des jeweils ersten bestellten Schiffs als Typbezeichnung dienten. So war der ab 1955 gefertigte Typ HG benannt nach der Hertha Gerdau (№ 395). In den Jahren 1956 und 1957 folgten die Kümo-Baureihen Typ F und Typ A, benannt nach der Hannes Fesefeldt (№ 404) beziehungsweise Astarte (№ 419). Alle sonstigen zwischen 1955 und 1958 gefertigten Bauserien und Einzelbauten trugen noch keine Typenbezeichnung.
Mitte 2008 begann abrupt eine Schifffahrtskrise: Charterraten (Mietpreis für ein Schiff) und Frachtraten für Container und andere Güter fielen stark. Viele Schiffe fuhren nicht mehr kostendeckend; die Reeder ließen nur noch die nötigsten Reparaturen und Instandhaltungen machen. Dies sowie steigende Stahlpreise und falsche Kostenkalkulation brachten die Werft in finanzielle Schwierigkeiten. Der größte Gläubiger der Werft, die HSH Nordbank, setzte Anfang März 2009 ein neues Management ein. Damit wird die Werft erstmals seit 1635 von Familienfremden geführt.
Die Werftmitarbeiter fertigten auf einer Werksfläche von rund 16 Hektar verschiedene Schiffstypen. In erster Linie wurden in den letzten Jahren kleine bis mittelgroße Containerschiffe gebaut. Nachdem im Zuge der weltweiten Rezession ab 2008 besonders die Containerschifffahrt stark zurückgegangen war und J.J. Sietas mit zahlreichen Stornierungen und schwindendem Auftragsbestand zu kämpfen hatte, wendete man sich vom Containerschiffbau ab und suchte Nischen im Spezialschiffbau. Hierzu zählen u. a. Schwergutschiffe, Fähren und Offshore-Schiffe. Am 6. November 2009 wurde der 393. und letzte Containerfrachter abgeliefert. Es handelte sich dabei um ein Schiff des Typs 178. Danach baute die Werft mit dem Typ 183 Schwergutschiffe, die zu den leistungsfähigsten der Welt zählen. Die Schiffe wurden von der Reederei SAL bestellt. Das erste Schiff dieses Typs heißt Svenja und wurde Dezember 2010 in Dienst gestellt. Im März 2011 wurde das Schwesterschiff Lone abgeliefert.
Im Dezember 2010 erhielt Sietas einen Auftrag für das erste in Deutschland zu bauende Offshore-Windkraft-Transport- und Installationsschiff, das als Aeolus bis Februar 2014 für die niederländische Van-Oord-Gruppe gebaut wurde.

### Insolvenz der Sietas-Gruppe
Am 17. November 2011 wurde wegen Überschuldung ein Antrag auf Insolvenz gestellt und mit Beschluss vom 1. Februar 2012 das Insolvenzverfahren eröffnet. Am 22. Mai 2012 teilte der Insolvenzverwalter Berthold Brinkmann mit, dass fünf Kaufangebote von Unternehmen der Schiffbaubranche aus Deutschland, Europa und Asien vorlägen. Ende Juni entschied der Gläubigerausschuss, die drei Sietas-Unternehmen (Sietas-Werft, Neuenfelder Maschinenfabrik und Norderwerft) getrennt zu verkaufen. Die Sietas-Werft sollte an die niederländische VeKa-Gruppe verkauft werden, die Norderwerft wurde an die Bremer Lürssen-Werft verkauft und die Neuenfelder Maschinenfabrik (NMF) an die norwegische TTS Group ASA. Der Verkauf der Sietas-Werft an die VeKa-Gruppe kam jedoch nicht zustande, da das Wasserbauunternehmen Van Oord anders als erwartet kein zweites Errichterschiff in Auftrag gab.

### Beginn und Entwicklung der Pella Sietas
Im März 2014 wurde die Sietas-Werft von der Terraline GmbH in Hamburg, die zur in St. Petersburg ansässigen Pella Shipyard gehört, übernommen. Laut Vereinbarung musste die Werft für mindestens acht Jahre weiter betrieben werden, die verbliebenen Beschäftigten wurden übernommen. Der Name des Werftunternehmens wurde nach der Übernahme in Pella Sietas GmbH geändert.
Pella Sietas arbeitete im Spezialschiffbau. Insbesondere eisgängige Schiffe, Fähren und Baggerschiffe wurden erbaut, aber auch Sektionen für große Kreuzfahrtschiffe z. B. für die Meyer-Werft in Papenburg wurden in Hamburg vorgefertigt. In mehrere Schiffe wurden Scrubber eingebaut, um aktuelle Umweltvorschriften zu erfüllen. Auch Reparaturen und Umbauten wurden durchgeführt.
Mitte 2020 zeigte Pella Sietas Interesse an der Übernahme der insolventen Flensburger Schiffbau-Gesellschaft (FSG), dies kam nicht zustande, stattdessen erwarb FSG 2022 das Schwimmdock aus der Konkursmasse von Pella Sietas.
Am 29. Juli 2021 stellte Pella Sietas abermals einen Insolvenzantrag.
Im September 2024 sollten 2 der 4 letzten Kai-Kräne abgebaut werden, die verkauft worden waren. Sie waren kurz zuvor unter Denkmalschutz gestellt worden. Die Bürgerschaftsabgeordnete Gudrun Schittek, in deren Wahlkreis die Werft liegt, verständigte die Polizei, die die Demontage stoppte. Wenige Tage später wurde bekannt, dass sich der Denkmalschutz nicht halten lässt und alle vier Kai-Kräne demontiert werden dürfen, erhalten blieb lediglich der Jucho-Portal-Kran.

### Ehemalige Sietas-Gruppe
Neben der Schiffswerft gehörten bis 2012 folgende Unternehmen zur Sietas-Gruppe:
- Neuenfelder Maschinenfabrik GmbH (NMF), ging im August 2012 an die norwegische TTS Group ASA[23][24]
- Kommanditgesellschaft Norderwerft GmbH & Co. (Übernahme durch J.J. Sietas 1972), 2012 an die Lürssen-Gruppe verkauft
- GfA Gesellschaft für Asset-Management mbH
- Neuenfelder Wohnungsgesellschaft mbH

## Sietas-Schiffstypen

### Küstenmotorschiffe
| Sietas-Typ | Bauzeit   | Vermessung   | Tragfähigkeit | Bemerkungen                                                              |
| HG         | 1955      | 424 BRT      | 700 tdw       | Singledecker, sechs Einheiten gebaut                                     |
| F          | 1956/1957 | 419 BRT      | 700 tdw       | Singledecker, vier Einheiten gebaut                                      |
| A          | 1957      | 424 BRT      | 700 tdw       | Singledecker, acht Einheiten gebaut                                      |
| 1          | 1958–1961 | 425 BRT      | 710 tdw       | Singledecker, neun Einheiten gebaut                                      |
| 2          | 1958–1962 | 424 BRT      | 700 tdw       | Singledecker, sechs Einheiten gebaut                                     |
| 3          | 1958–1963 | 499 BRT      | 840 tdw       | Zwischendecker, zwei Einheiten gebaut                                    |
| 4          | 1958      | 298 BRT      | 470 tdw       | Singledecker, Einzelbau Thyra Behrens                                    |
| 8          | 1959–1961 | 424 BRT      | 730 tdw       | Singledecker, drei Einheiten gebaut                                      |
| 9          | 1960–1966 | 499/999 BRT  | 1095 tdw      | Wechseldecker, zwölf Einheiten gebaut                                    |
| 12         | 1959      | 425 BRT      | 733 tdw       | Singledecker, Einzelbau Heinrich Hauschildt                              |
| 14         | 1960      | 500 BRT      | 750 tdw       | Singledecker, Einzelbau Argo                                             |
| 18         | 1960      | 198 BRT      | 320 tdw       | Singledecker, zwei Einheiten gebaut                                      |
| 20         | 1960–1963 | 424 BRT      | 870 tdw       | Quarterdecker, acht Einheiten gebaut                                     |
| 21         | 1960/1961 | 499 BRT      | 1040 tdw      | Freidecker, drei Einheiten gebaut                                        |
| 23         | 1961      | 211 BRT      | 211 tdw       | Singledecker, zwei Einheiten gebaut                                      |
| 24         | 1961      | 499 BRT      | 765 tdw       | Singledecker, Einzelbau Peter Sonne                                      |
| 25         | 1961/1962 | 935 BRT      | 1485 tdw      | Zwischendecker, zwei Einheiten gebaut                                    |
| 26         | 1961      | 499 BRT      | 960 tdw       | Singledecker, zwei Einheiten gebaut                                      |
| 27         | 1961      | 499 BRT      | 1160 tdw      | Schutzdecker, Einzelbau Eggebek                                          |
| 28         | 1961–1968 | 424 BRT      | 1050 tdw      | Freidecker, 16 Einheiten gebaut                                          |
| 29         | 1962      | 399 BRT      | 686 tdw       | Singledecker, drei Einheiten gebaut                                      |
| 31         | 1962/1963 | 499 BRT      | 1165 tdw      | Freidecker, vier Einheiten gebaut                                        |
| 32         | 1962      | 299 BRT      | 518 tdw       | Singledecker, zwei Einheiten gebaut                                      |
| 33         | 1964–1968 | 499 BRT      | 1200 tdw      | Freidecker, 30 Einheiten gebaut                                          |
| 34         | 1963      | 424 BRT      | 700 tdw       | Singledecker, Einzelbau Grete Hauschildt                                 |
| 35         | 1962–1964 | 249 BRT      | 460 tdw       | Freidecker, zwei Einheiten gebaut                                        |
| 36         | 1963      | 424 BRT      | 975 tdw       | Quarterdecker, drei Einheiten gebaut                                     |
| 37         | 1963/1964 | 424 BRT      | 1050 tdw      | Freidecker, neun Einheiten gebaut                                        |
| 38         | 1963/1964 | 424 BRT      | 900 tdw       | Quarterdecker, Einzelbau Walter Behrens                                  |
| 39         | 1964      | 836/1536 BRT | 1535/2521 tdw | Wechseldecker, Einzelbau Thesee                                          |
| 40         | 1964      | 399 BRT      | 674 tdw       | Singledecker, zwei Einheiten gebaut                                      |
| 41         | 1964      | 399 BRT      | 900 tdw       | Freidecker, fünf Einheiten gebaut                                        |
| 42         | 1964      | 424 BRT      | 1200 tdw      | Freidecker, Einzelbau Heino                                              |
| 43         | 1966–1968 | 499/1342 BRT | 1400/2487 tdw | Wechseldecker, drei Einheiten gebaut                                     |
| 44         | 1963/1964 | 425 BRT      | 405 tdw       | Versorgungsschiff, Einzelbau Ratu Rosari für das Bistum Larantuka        |
| 45         | 1964      | 499/999 BRT  | 1156/1950 tdw | Wechseldecker, Einzelbau Inga Sabine                                     |
| 46         | 1965      | 999 BRT      | 2285 tdw      | Freidecker, Einzelbau Antje Oltmann                                      |
| 47         | 1965–1969 | 424 BRT      | 1070 tdw      | Freidecker, fünf Einheiten gebaut                                        |
| 50         | 1966      | 299 BRT      | 585 tdw       | Einzelbau Singledecker Gorch Fock                                        |
| 51         | 1966      | 999 BRT      | 2503 tdw      | Einzelbau Freidecker Litania                                             |
| 55         | 1966–1969 | 958 BRT      | 1540/2420 tdw | Linienfrachter, vier Einheiten gebaut                                    |
| 62         | 1969      | 1611 BRZ     | 1479 tdw      | Freidecker, zwei Einheiten gebaut                                        |
| 64         | 1969      | 499 BRT      | 1500 tdw      | Freidecker, zwei Einheiten gebaut                                        |
| 70         | 1972–1974 | 499 BRT      | 1532 tdw      | Schutzdecker, fünf Einheiten gebaut                                      |
| 72         | 1972–1979 | 499 BRT      | 1600 tdw      | Freidecker, 17 Einheiten gebaut                                          |
| 88         | 1976–1979 | 1732 BRZ     | 2550 tdw      | Fluss-Seeschiff, fünf Einheiten gebaut                                   |
| 104        | 1978–1987 | 499 BRT      | 1650 tdw      | Fluss-Seeschiff, elf Einheiten gebaut                                    |
| 107        | 1979      | 499 BRT      | 1595 tdw      | Fluss-Seeschiff, Einzelbau Vera Rambow                                   |
| 110        | 1982–1985 | 999 BRT      | 3000 tdw      | Mehrzweckfrachter, auch als Fluss-Seeschiff-Version, 28 Einheiten gebaut |
| 128        | 1984      | 299 BRT      | 1380 tdw      | Fluss-Seeschiff, Einzelbau Kirsten                                       |
| 130        | 1985–1990 | 999 BRT      | 3000 tdw      | Mehrzweckfrachter, 13 Einheiten gebaut                                   |

### Mehrzweckfracht- und Containerschiffe
| Sietas-Typ | Bauzeit   | Vermessung    | Transportkapazität | Bemerkungen                                                                                                  |
| 49         | 1966      | 499 BRT       | 1150 tdw/67 TEU    | Containerschiff, Einzelbau Bell Vanguard                                                                     |
| 54         | 1967      | 499 BRT       | 74 TEU             | Containerschiff, zwei Einheiten gebaut                                                                       |
| 56         | 1967–1968 | 499 BRT       | 80 TEU             | Containerschiff, drei Einheiten gebaut                                                                       |
| 58         | 1968–1971 | 499/999 BRT   | 1256 tdw/87 TEU    | Containerschiff, 23 Einheiten gebaut                                                                         |
| 61         | 1969      | 2634/4974 BRT | 4232/6112 tdw      | Wechseldecker, Einzelbau Berkel mit vier 12 t Kränen                                                         |
| 63         | 1969–1971 | 3250 BRT      | 4500 tdw           | Zwischendecker mit Ladegeschirr, zehn Einheiten gebaut                                                       |
| 65         | 1970      | 2477 BRZ      | 2070 tdw           | Freidecker mit Ladegeschirr, Einzelbau Gothia                                                                |
| 66         | 1970      | 999 BRT       | 2393 tdw           | Freidecker mit Ladegeschirr, Einzelbau Svealand                                                              |
| 67         | 1970–1972 | 999 BRT       | 150 TEU            | Containerschiff, 13 Einheiten gebaut                                                                         |
| 69         | 1971      | 999 BRT       | 2580 tdw/148 TEU   | Mehrzweckfrachtschiff, zwei Einheiten gebaut                                                                 |
| 81         | 1973–1977 | 999 BRT       | 144 TEU            | Containerschiff, 22 Einheiten gebaut                                                                         |
| 83         | 1973–1978 | 999 BRT       | 195/210 TEU        | Containerschiff, 19 Einheiten gebaut                                                                         |
| 89         | 1977      | 8084 BRT      | 574 TEU            | Vollcontainerschiff, zwei Einheiten gebaut                                                                   |
| 93         | 1978/1979 | 4500 BRT      | 428 TEU            | Containerschiff, drei Einheiten gebaut                                                                       |
| 94         | 1977–1979 | 1599 BRT      | 306/319 TEU        | Vollcontainerschiff, acht Einheiten gebaut                                                                   |
| 95         | 1977–1980 | 999 BRT       | 2060–2360 tdw      | Mehrzweckfrachtschiff, 26 Einheiten gebaut                                                                   |
| 96         | 1977–1980 | 999 BRT       | 208/263 TEU        | Containerschiff, zehn Einheiten gebaut                                                                       |
| 100        | 1978–1984 | 4366 BRZ      | 5900 tdw/335 TEU   | Mehrzweckfrachtschiff mit Ladekränen, fünf Einheiten gebaut                                                  |
| 101        | 1979/1980 | 3650 BRT      | 462 TEU            | Vollcontainerschiff, drei Einheiten gebaut                                                                   |
| 102        | 1980–1982 | 3150 BRT      | 411–445 TEU        | Vollcontainerschiff, vier Einheiten gebaut                                                                   |
| 105        | 1979–1983 | 499 BRT       | 1900 tdw/136 TEU   | Mehrzweckfrachtschiff, vier Einheiten gebaut                                                                 |
| 109        | 1980/1981 | 999 BRT       | 2570 tdw           | Mehrzweckfrachtschiff, zwei Einheiten für Reederei Lehmann gebaut                                            |
| 111        | 1983–1987 | 3100 BRZ      | 4200 tdw           | Mehrzweckschiff mit/ohne 35 t Kränen für kombinierte Container-, Bulk- und Projektfahrt, 16 Einheiten gebaut |
| 113        | 1979      | 7397 BRT      | 542 TEU            | Containerschiff mit zwei 35 t Ladekränen, Einzelbau Westerhamm                                               |
| 114        | 1981–1983 | 7900 BRT      | 605 TEU            | Containerschiff mit zwei 35 t Ladekränen, acht Einheiten gebaut                                              |
| 115        | 1982/1983 | 5503 BRZ      | 7787 tdw / 458 TEU | Mehrzweckfrachtschiff mit zwei Ladekränen von je 35 t SWL, vier Einheiten gebaut                             |
| 116        | 1983/1984 | 9678 BRZ      | 800–856 TEU        | Mehrzweckfrachtschiff mit zwei 35 t Ladekränen, drei Einheiten gebaut                                        |
| 117        | 1983–1985 | 6670 BRZ      | 8350 tdw/541 TEU   | Mehrzweckfrachtschiff mit zwei Ladekränen von je 35 t SWL, vier Einheiten gebaut                             |
| 119        | 1983–1985 | 3780 BRZ      | 4110 tdw/356 TEU   | Containerschiff, drei Einheiten gebaut                                                                       |
| 120        | 1983      | 4043 BRZ      | 6235 tdw           | Mehrzweckfrachtschiff mit zwei Ladekränen, Einzelbau Hans-Günther Bülow                                      |
| 121        | 1984/1985 | 8643 BRZ      | 9367 tdw/750 TEU   | Mehrzweckfrachtschiff mit zwei Ladekränen von je 35 t SWL, drei Einheiten gebaut                             |
| 122        | 1987–1989 | 2749 BRZ      | 262 TEU            | Mehrzweckfrachtschiff, fünf Einheiten gebaut                                                                 |
| 129        | 1985–1991 | 3815 BRZ      | 341–372 TEU        | Mehrzweck-Containerschiff, 16 Einheiten gebaut                                                               |
| 137        | 1990      | 5990 BRT      | 503 TEU            | Einzelbau Carina mit seitlich öffnenden Faltlukendeckeln                                                     |
| 145        | 1989/90   | 3826 BRZ      | 3800 tdw/326 TEU   | Mehrzweckfrachtschiff mit/ohne Kränen, acht Einheiten gebaut                                                 |
| 146        | 1990–1994 | 10.868 BRZ    | 1048 TEU           | Containerschiff, sechs Einheiten gebaut                                                                      |
| 148        | 1992–1994 | 5000 BRZ      | 510 TEU            | Containerschiff, sechs Einheiten gebaut                                                                      |
| 150        | 1992/1993 | 16.233 BRZ    | 1661 TEU           | Containerschiff mit drei 45 t Kränen, drei Einheiten gebaut                                                  |
| 151        | 1993–1998 | 4000 BRZ      | 508 TEU            | Containerschiff, 23 Einheiten gebaut                                                                         |
| 152        | 1994/1995 | 7039 BRZ      | 8450 tdw/636 TEU   | Containerschiff mit 40 t Kränen, zwei Einheiten gebaut                                                       |
| 153        | 1994–1996 | 7750 BRZ      | 749 TEU            | Containerschiff, zwei Einheiten gebaut                                                                       |
| 154        | 1993–1995 | 2997 BRZ      | 345 TEU            | Mehrzweckfrachtschiff, vier Einheiten gebaut                                                                 |
| 155        | 1996/97   | 9991 BRZ      | 977 TEU            | Containerschiff mit zwei Kränen, fünf Einheiten gebaut                                                       |
| 156        | 1994–2000 | 6326 BRZ      | 660 TEU            | Containerschiff, fünf Einheiten gebaut                                                                       |
| 157        | 1994/1995 | 2997 BRZ      | 326 TEU            | Containerschiff, drei Einheiten gebaut                                                                       |
| 158        | 1994–1996 | 5239 BRZ      | 466 TEU            | Mehrzweckfrachtschiff, drei Einheiten gebaut                                                                 |
| 159        | 1997/1998 | 3999 BRZ      | 523 TEU            | Endfertigung zweier Containerschiffe des Typs EWB 500, die von der insolventen Elbewerft Boizenburg stammten |
| 160        | 1996–2000 | 6400 BRZ      | 700 TEU            | erster Open-Top-Containerschiffstyp der Sietas-Werft, 20 Einheiten gebaut                                    |
| 162        | 1997      | 7981 BRZ      | 11400 tdw/864 TEU  | Containerschiff mit zwei 50 t Kränen, Einzelbau Concordia                                                    |
| 164        | 1999–2006 | 9902 BRZ      | 850 TEU            | Containerschiff, drei Einheiten gebaut                                                                       |
| 168        | 2001–2008 | 10.000 BRZ    | 862 TEU            | Containerschiff, mit 52 gebauten Einheiten bisher erfolgreichster Typ der Sietas-Werft                       |
| 169        | 2002      | 6277 BRZ      | 735 TEU            | Containerschiff, fünf Einheiten gebaut                                                                       |
| 170        | 2001–2007 | 17.360 BRZ    | 1678–1856 TEU      | bisher größter Containerschiffstyp der Sietas-Werft, zwölf Einheiten gebaut                                  |
| 171        | 2005      | 14.639 BRZ    | 1200 TEU           | Containerschiff, Einzelbau Oceanex Avalon                                                                    |
| 172        | 2002/2003 | 7519 BRZ      | 822 TEU            | Containerschiff, acht Einheiten gebaut                                                                       |
| 174        | 2003–2007 | 8830 BRZ      | 907/909 TEU        | Mehrzweckschiff zum Containertransport, vier Einheiten gebaut                                                |
| 178        | ab 2008   | 17.600 BRZ    | 1420 TEU           | Containerschiff, Weiterentwicklung des Typs 171, sechs Einheiten gebaut                                      |

### Kühlschiffe
| Sietas-Typ | Bauzeit   | Vermessung | Tragfähigkeit | Bemerkungen                                               |
| 5          | 1959      | 1137 BRT   | 915 tdw       | Einzelbau Hilde Horn                                      |
| 6          | 1957/1958 | 428 BRT    | 578 tdw       | vier Einheiten für Reederei H. C. Horn gebaut             |
| 7          | 1959      | 2124 BRT   | 2485 tdw      | Einzelbau Alexander von Humboldt                          |
| 11         | 1959      | 497 BRT    | 852 tdw       | zwei Einheiten für Reederei H. C. Horn gebaut             |
| 13         | 1959–1961 | 1362 BRT   | 1424 tdw      | fünf Einheiten gebaut, davon vier für Reederei H. C. Horn |
| 53         | 1966/1967 | 875 BRT    | 714 tdw       | Einzelbau Consul Horn (II)                                |

### Passagierschiffe und Fähren
| Sietas-Typ | Bauzeit   | Vermessung | Passagierzahl | Bemerkungen |
| 10         | 1959      | 910 BRT    | 600           | Fahrgastschiffe Orange Sun und Orange Moon                                                                                         |
| 15         | 1959–1962 | 265 BRT    | 607           | HADAG-Fährschiffe Typ IIIc, drei Einheiten gebaut                                                                                  |
| 17         | 1960      | 95 BRT     | 117           | HADAG-Fähren Max und Moritz |
| 19         | 1959/1960 | 1024 BRT   | 825           | Einzelbau Hein Godenwind |
| 30         | 1963      | 980 BRT    | 650           | Einzelbau Gorch Fock |
| 78         | 1973      | 7120 BRT   | 1500          | Einzelbau Aurella |
| 79         | 1973      | 999 BRT    | 600           | Einzelbau Nordlicht |
| 143        | 1988      | 515 BRT    | 400           | Einzelbau Wischhafen für die Elbfähre Glückstadt–Wischhafen                                                                        |
| 182        | 2010      | 3179 BRZ   | 1200          | Einzelbau Uthlande (zwei weitere Doppelendfähren dieser Bauart entstanden später auf der Neptun Werft)                             |
| 185        | 2011/2012 | 4.500 BRZ  | 600           | Doppelendfähre mit 610 Spurmeter, drei Einheiten gebaut                                                                            |
| 190        | 2016–2018 | -          | 400           | HADAG-Hafenfähre Typ 2020, zwei Einheiten gebaut                                                                                   |
| 192        | 2018–2021 | -          | 700           | Einzelbau Doppelendfähre Richmond                                                                                                  |
| 193        | 2018–2021 | -          | 1350          | Doppelendfähre mit Voith-Schneider-Hybridantrieb, Bau eines Schiffs für die Reederei Norden-Frisia infolge der Insolvenz storniert |

### ConRo-, LoRo-, RoRo- und StoRo-Schiffe
| Sietas-Typ | Bauzeit   | Vermessung | Tragfähigkeit | Bemerkungen                                                                                                 |
| 48         | 1965      | 999 BRT    | 1328 tdw      | RoRo-Autotransporter, Einzelbau Passat                                                                      |
| 52         | 1967      | 999 BRT    | 1377 tdw      | ConRo-Schiff, zwei Einheiten gebaut                                                                         |
| 57         | 1967/1968 | 1588 BRT   | 1784 tdw      | RoRo-Einzelbau Jamaican Provider                                                                            |
| 59         | 1968/1969 | 1547 BRT   | 2231 tdw      | RoRo-Schiff, zwei Einheiten gebaut                                                                          |
| 68         | 1971      | 3740 BRT   | 5719 tdw      | RoRo-Einzelbau Caribbean Endeavour                                                                          |
| 87         | 1974/1975 | 3452 BRT   | 5815 tdw      | RoRo-Frachtfährschiff, drei Einheiten gebaut                                                                |
| 90         | 1976      | 5631 BRT   | 4113 tdw      | RoRo-Einzelbau Transgermania                                                                                |
| 92         | 1977–1988 | 2234 BRZ   | 3300 tdw      | LoRo-Schiff mit zwei Kränen (je 30 t SWL), fünf Einheiten gebaut, davon drei bei Blohm + Voss               |
| 112        | 1979      | 3838 BRT   | 6078 tdw      | ConRo-Schiff, zwei Einheiten gebaut                                                                         |
| 136        | 1986      | 3640 BRZ   | 2515 tdw      | RoRo-Einzelbau Alster Rapid                                                                                 |
| 139        | 1988      | 7876 BRZ   | 6650 tdw      | ConRo-Einzelbau Ariana mit zwei Kränen, ursprünglich konzipiert zum Transport von Raketen des Typs Ariane   |
| 141        | 1988      | 7950 BRZ   | 508 TEU       | RoRo-Einzelbau Polaris für kombinierte Container-, Trailer- und Papierfahrt                                 |
| 144        | 1988–1990 | 5627 BRZ   | 180 TEU       | ConRo-, Papier- und Trailerfrachter, fünf Einheiten gebaut                                                  |
| 163        | 1998–1999 | 10.471 BRZ | 7250 tdw      | StoRo-Schiff für kombinierte Container-, Trailer- und Papierfahrt, sieben Einheiten gebaut                  |
| 166        | 2000      | 18.265 BRZ | 8800 tdw      | StoRo-Einzelbau Louise Russ mit 2500 Spurmeter für kombinierte Container-, Trailer- und Papierfahrt         |
| 175        | 2007      | 15.586 BRZ | 11.407 tdw    | StoRo-Schiff mit 2155 Spurmeter für kombinierte Container-, Trailer- und Papierfahrt, zwei Einheiten gebaut |
| 184        | 2010      | 581 BRZ    | 330 tdw       | RoRo-Einzelbau Frisia VIII                                                                                  |

### Tanker
| Sietas-Typ | Bauzeit   | Vermessung | Tragfähigkeit | Bemerkungen                                                                                                 |
| 71         | 1972–1974 | -          | 1240 Tonnen   | Binnentanker, 15 Einheiten für Reederei Dettmer gebaut                                                      |
| 73         | 1973–1976 | 4955 BRT   | 9560 tdw      | Zementtanker, zwei Einheiten gebaut                                                                         |
| 74         | 1972–1976 | 2600 BRT   | 4081 tdw      | Zementtanker, zwei Einheiten gebaut und nach Neuseeland geliefert                                           |
| 77         | 1973      | 2247 BRT   | 4100 tdw      | Zementtanker, Einzelbau Cembulk                                                                             |
| 80         | 1973      | 1599 BRT   | 980 Tonnen    | Binnentanker, vier Einheiten für Reederei Dettmer gebaut                                                    |
| 97         | 1978      | 6434 BRT   | 9190 tdw      | Zementtanker, Einzelbau Sunnanvik                                                                           |
| 98         | 1977/78   | 7030 BRT   | 14100 tdw     | Zementtanker, Einzelbau Elbia                                                                               |
| 99         | 1981/82   | 8010 BRT   | 13810 tdw     | Zementtanker, zwei Einheiten gebaut und nach Mexiko geliefert                                               |
| 103        | 1981      | 2780 BRZ   | 4036 tdw      | Chemikalientanker, vier Einheiten gebaut                                                                    |
| 108        | 1982      | 15292 BRT  | 24000 tdw     | Umbau des 1980 in Bulgarien gebauten Dimitrov-24-Bulkers Helvetia zum Zementtanker                          |
| 118        | 1983      | 9948 BRT   | 16730 tdw     | Zementtanker, Einzelbau Invicta                                                                             |
| 124        | 1985/1986 | 2757 BRZ   | 4132 tdw      | Produktentanker, Einzelbau Scott Unity                                                                      |
| 126        | 1987      | 6684 BRZ   | 7005 tdw      | Umbau des 1980 abgelieferten Neptun-471-Schiffs Beate zum Gastanker Olefine Gas für Reederei Helmut Bastian |
| 127        | 1986      | 1332 BRZ   | 1060 tdw      | Gastanker, Einzelbau Scott Enterprise                                                                       |
| 134        | 1987      | 5054 BRZ   | 8041 tdw      | Verlängerung des 1976 auf der Rendsburger Kröger-Werft gebauten Tankers Tol Runner (IMO 7414781)            |
| 135        | 1988      | 9396 BRT   | 11140 tdw     | Harnstofftanker, Einzelbau Trisakti, nach Indonesien geliefert                                              |
| 138        | 1986      | 1599 BRT   | 2903 tdw      | Chemikalientanker, zwei Einheiten für Reederei John T. Essberger gebaut                                     |
| 149        | 1992      | 2634 BRZ   | 3687 tdw      | Chemikalientanker, vier Einheiten für Reederei John T. Essberger gebaut                                     |
| 165        | 2000      | 3557 BRZ   | 4711 tdw      | Chemikalientanker, zwei Einheiten für Reederei John T. Essberger gebaut                                     |

### Fischereischiffe und Trawler
| Sietas-Typ | Bauzeit   | Vermessung | Tragfähigkeit | Bemerkungen                                                                           |
| 22         | 1961      | 72 BRT     | -             | Fischkutter, Einzelbau Vina del Mar, nach Chile geliefert                             |
| 131        | 1987      | 375 BRZ    | 182 tdw       | Hecktrawler, Einzelbau J. von Cölln (HF 569)                                          |
| 140        | 1988/1989 | 494 BRZ    | 400 tdw       | Hecktrawler, zwölf Schiffe nach Marokko geliefert                                     |
| 142        | 1988      | 673 BRZ    | 350 tdw       | Hecktrawler, drei Einheiten für den Iran gebaut, weitere sechs Schiffe dort gefertigt |

### Schwergutschiffe
Mit Ausnahme des Typs 133 entstanden die Schwergutschiffe in Zusammenarbeit mit der Reederei SAL.
| Sietas-Typ | Bauzeit   | Vermessung | Tragfähigkeit | Bemerkungen |
| 132        | 1987–1996 | 5750 BRZ   | 7750 tdw      | zwei Kräne mit jeweils 150 t SWL die letzten vier Schiffe der Serie mit 2 × 250 t SWL, insgesamt 12 Einheiten gebaut |
| 133        | 1986/1987 | 6500 BRZ   | 8914 tdw      | Schwergutfrachter mit zwei Kränen von je 120 t SWL, zwei Einheiten gebaut                                            |
| 161        | 1997/1998 | 8388 BRZ   | 9549 tdw      | zwei Kräne mit jeweils 275 t SWL und einem dritten mit 150 t SWL, insgesamt vier Einheiten gebaut                    |
| 161a       | 2000      | 8383 BRZ   | 9422 tdw      | zwei Kräne mit jeweils 320 t SWL und einem dritten mit 200 t SWL, insgesamt vier Einheiten gebaut                    |
| 161b       | 2003/2004 | 8383 BRZ   | 8914 tdw      | zwei Kräne mit jeweils 350 t SWL und einem dritten mit 250 t SWL, insgesamt zwei Einheiten gebaut                    |
| 176        | 2006–2009 | 12.950 BRZ | 12.007 tdw    | zwei Kräne mit jeweils 700 t SWL und einem dritten mit 350 t SWL, insgesamt vier Einheiten gebaut                    |
| 179        | 2007–2008 | 15.700 BRZ | 12.500 tdw    | zwei Kräne mit jeweils 1000 t SWL; Bau storniert, zwei auf Kiel gelegte Schiffe wurden als Typ 183 komplettiert      |
| 183        | 2009–2011 | 15.200 BRZ | 12.500 tdw    | zwei Kräne mit jeweils 1000 t SWL, insgesamt zwei Einheiten gebaut                                                   |

### Massengutfrachter
| Sietas-Typ | Bauzeit   | Vermessung | Tragfähigkeit | Bemerkungen                                             |
| 167        | 2001–2005 | 17.357 BRZ | 28.115 tdw    | Selbstentlader-Massengutfrachter, drei Einheiten gebaut |
| 177        | 2008–2010 | 20.000 BRZ | 31.300 tdw    | Selbstentlader-Massengutfrachter, drei Einheiten gebaut |

### Baggerschiffe
| Sietas-Typ | Bauzeit   | Vermessung | Tragfähigkeit | Bemerkungen                                     |
| 180        | 2008–2012 | 6725 BRZ   | 9800 tdw      | Laderaumsaugbaggerschiff, zwei Einheiten gebaut |
| 191        | 2018–2021 | -          | 12.000 tdw    | Laderaumsaugbaggerschiff, Einzelbau Osteriff    |

### Errichterschiffe, Kranschiffe und Versorger
| Sietas-Typ | Bauzeit   | Vermessung | Tragfähigkeit | Bemerkungen                                                             |
| 181        | -         | -          | 8500 tdw      | Kranschiff, ausgerüstet mit einem 600 t AHC-Kran, kein Schiff gebaut    |
| 187        | 2011–2014 | 16.700 BRZ | 6500 tdw      | Spezialschiff zum Bau von Offshore-Windparks, Einzelbau Aeolus          |
| 189        | -         | -          | 7500 tdw      | Versorger und Rettungsschiff für arktische Gewässer, kein Schiff gebaut |

### Sonstige
| Sietas-Typ | Bauzeit   | Vermessung | Tragfähigkeit | Bemerkungen                                                                                          |
| 16         | 1960      | 20 BRT     | -             | Schlepper, Einzelbau Otto Stockhausen                                                                |
| 60         | 1968      | 4000 t     | -             | Einzelbau Schwimmdock 2 zur Eigennutzung                                                             |
| 75         | 1972      | -          | -             | Getreideheber auf 35,51 Meter langem Ponton, Einzelbau Getreideheber Kuddel                          |
| 76         | 1972      | 170 BRT    | -             | Schubboot, Einzelbau Elb-Baas                                                                        |
| 82         | 1974      | -          | -             | Getreideheber auf 35,53 Meter langem Ponton, zwei Einheiten gebaut                                   |
| 84         | 1974      | -          | -             | Getreideheber auf 40,20 Meter langem Ponton, zwei Einheiten gebaut                                   |
| 85         | 1974      | -          | -             | Getreideheber auf 30,71 Meter langem Ponton, Einzelbau Getreideheber Hein                            |
| 86         | 1973      | -          | 285 tdw       | Klappschute, vier Einheiten gebaut                                                                   |
| 91         | 1976      | -          | -             | Getreideheber auf 35,83 Meter langem Ponton, Einzelbau Getreideheber Herbert                         |
| 106        | 1978      | -          | -             | Fähranleger, Einzelbau Anlegeponton beim MBB-Werk                                                    |
| 123        | 1989      | 1424 BRZ   | -             | antriebsloses Wohnschiff für 205 Personen, Einzelbau Y811 Knurrhahn für die Bundesmarine             |
| 125        | 1984      | -          | 285 t         | Ponton, Einzelbau Thea III zur Eigennutzung                                                          |
| 147        | 2007      | -          | 12.300 t      | Dockponton, 180 Meter langer Einzelbau                                                               |
| 188        | -         | -          | -             | Hochseeschlepper mit arktischer Eisklasse ARC 5, kein Schiff gebaut                                  |
| 195        | 2019–2021 | -          | -             | Eisbrecher mit russischer Eisklasse „Eisbrecher7“, Bau eines Schiffs infolge der Insolvenz storniert |

## Ältere Bauprojekte (Auswahl)
| Name                            | Baujahr | Baunummer | Vermessung | Eigner / Reederei                       | Bemerkungen, Status/Verbleib |
| Maria (HF 31)                   | 1872    | (ohne)    | 27 BRT     | Deutsches Museum                        | Fischewer, dauerhaftes Exponat im Deutschen Museum (München)                                                                                                  |
| Landrath Küster                 | 1889    | (ohne)    | 44 BRT     | Stiftung Hamburg Maritim                | als Traditionsschiff 2019 in Fahrt |
| Präsident Freiherr von Maltzahn | 1928    | (ohne)    | 51 BRT     | Museumshafen Oevelgönne                 | als Traditionsschiff 2019 in Fahrt |
| Christian Nehls                 | 1955    | 379       | 25 BRT     | Küstendienst Klement & Schrum, Holzdorf | Hafenschlepper/Eisbrecher der Hamburg Port Authority, 2016 verkauft und in Wik umbenannt, 2019 in Fahrt                                                       |
| Nordenham                       | 1956    | 393       | 1099 BRT   | G. & W. Bartels, Hamburg                | Kabelleger/Frachtschiff verchartert an die Norddeutschen Seekabelwerke, am 10. Mai 1963 nach Kollision auf der Außenweser nahe dem Feuerschiff Weser gesunken |

## Galerie

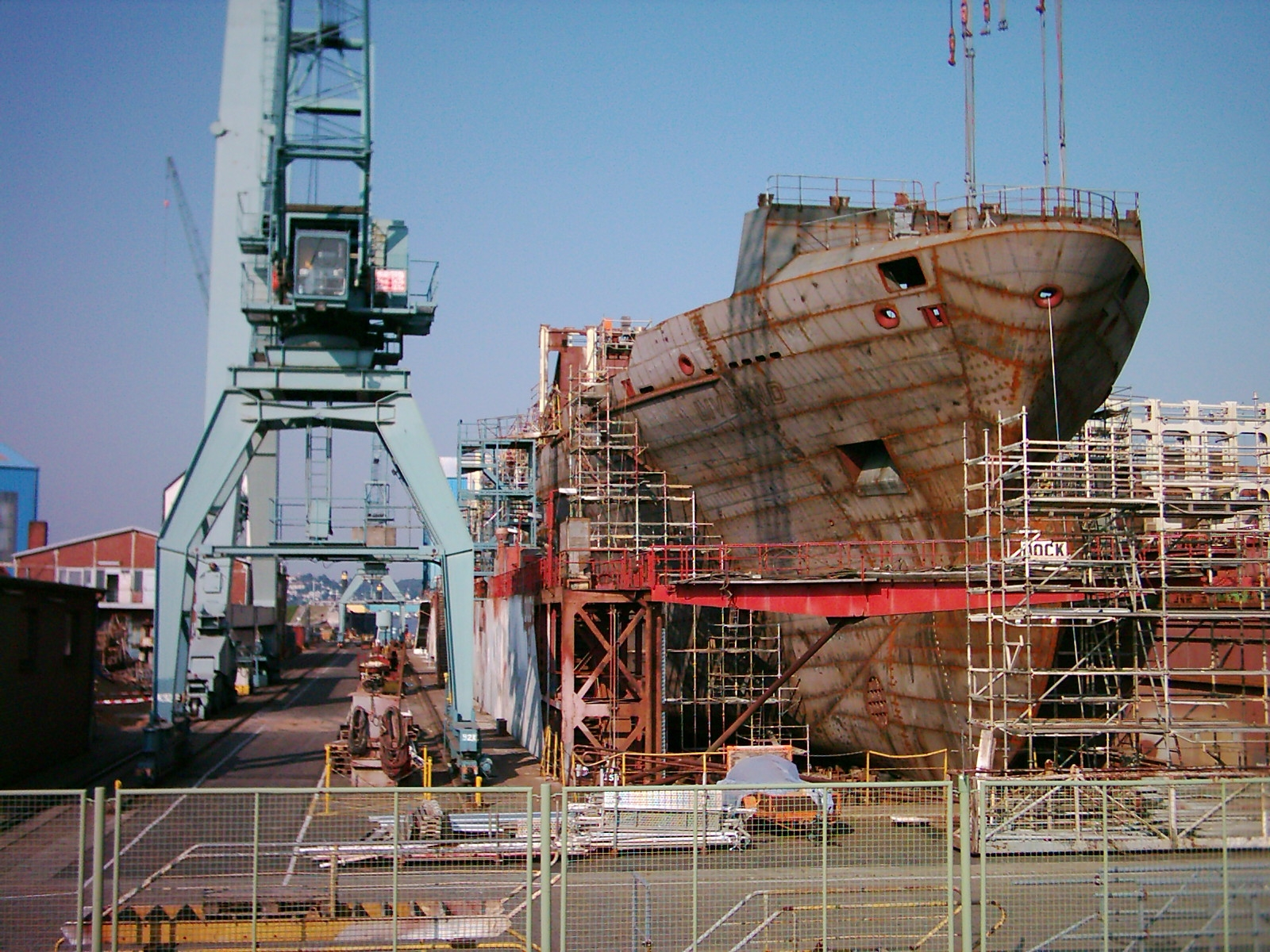
Ein Blick in die Docks
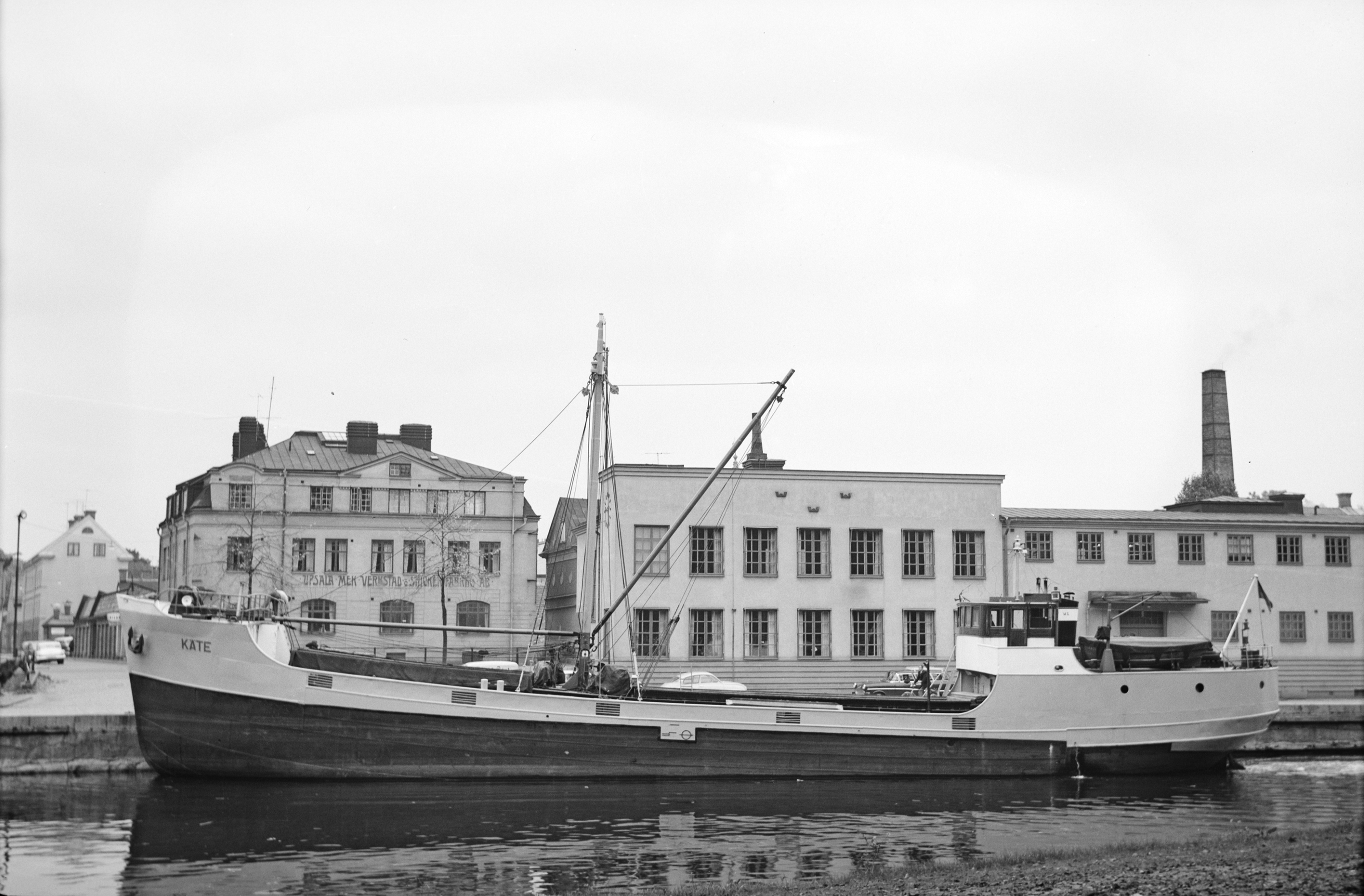
Käte, erstes Sietas-Kümo
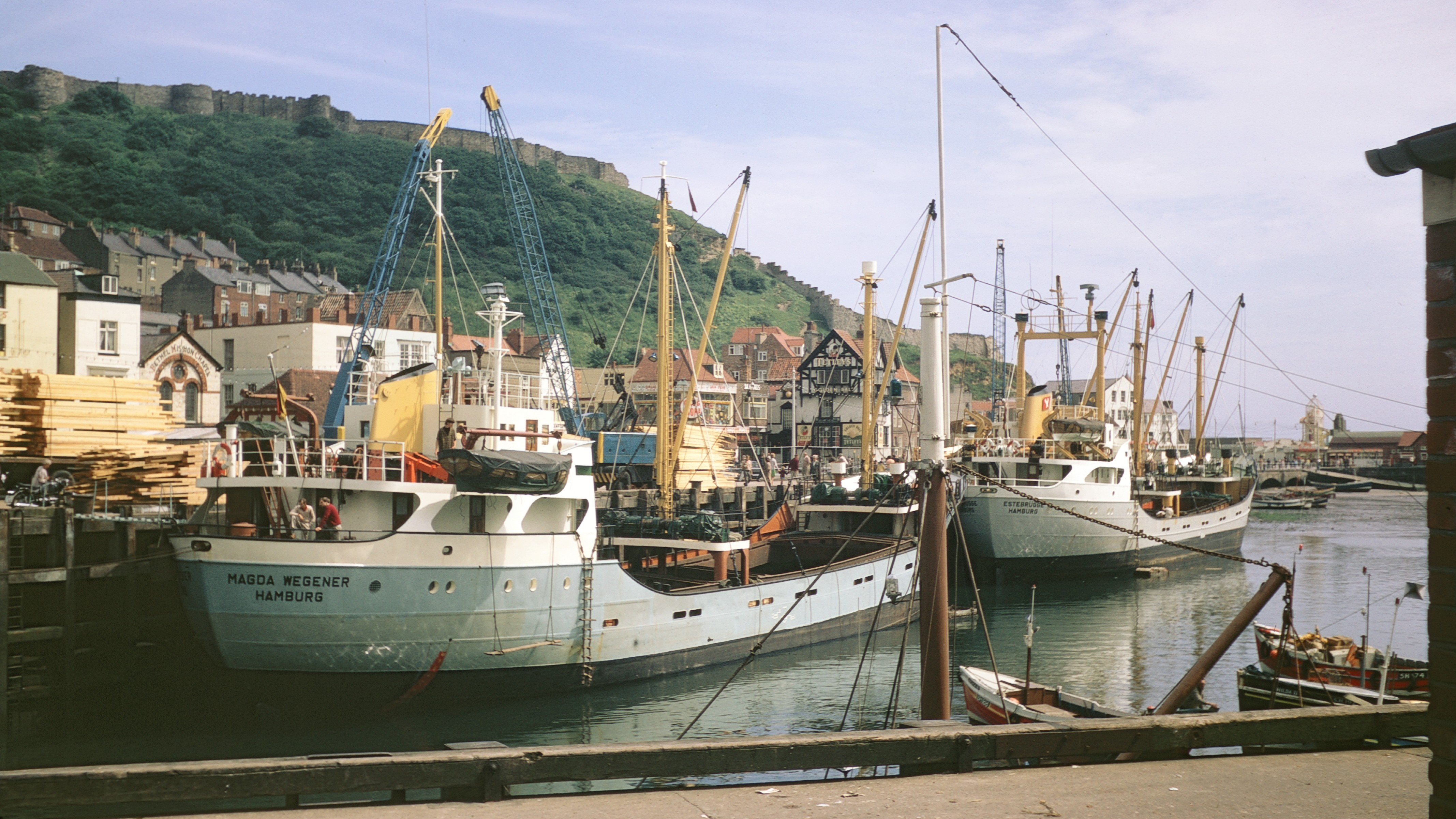
Magda Wegener, Typ F
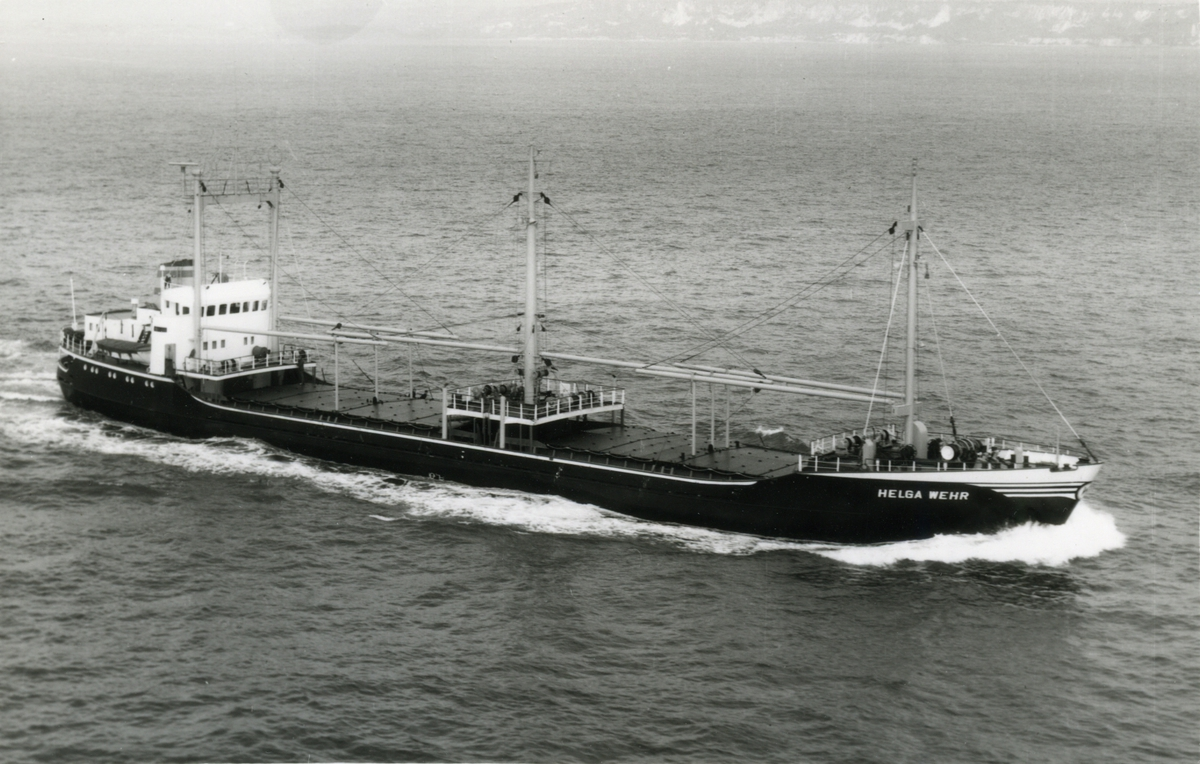
Helga Wehr, Typ 9b
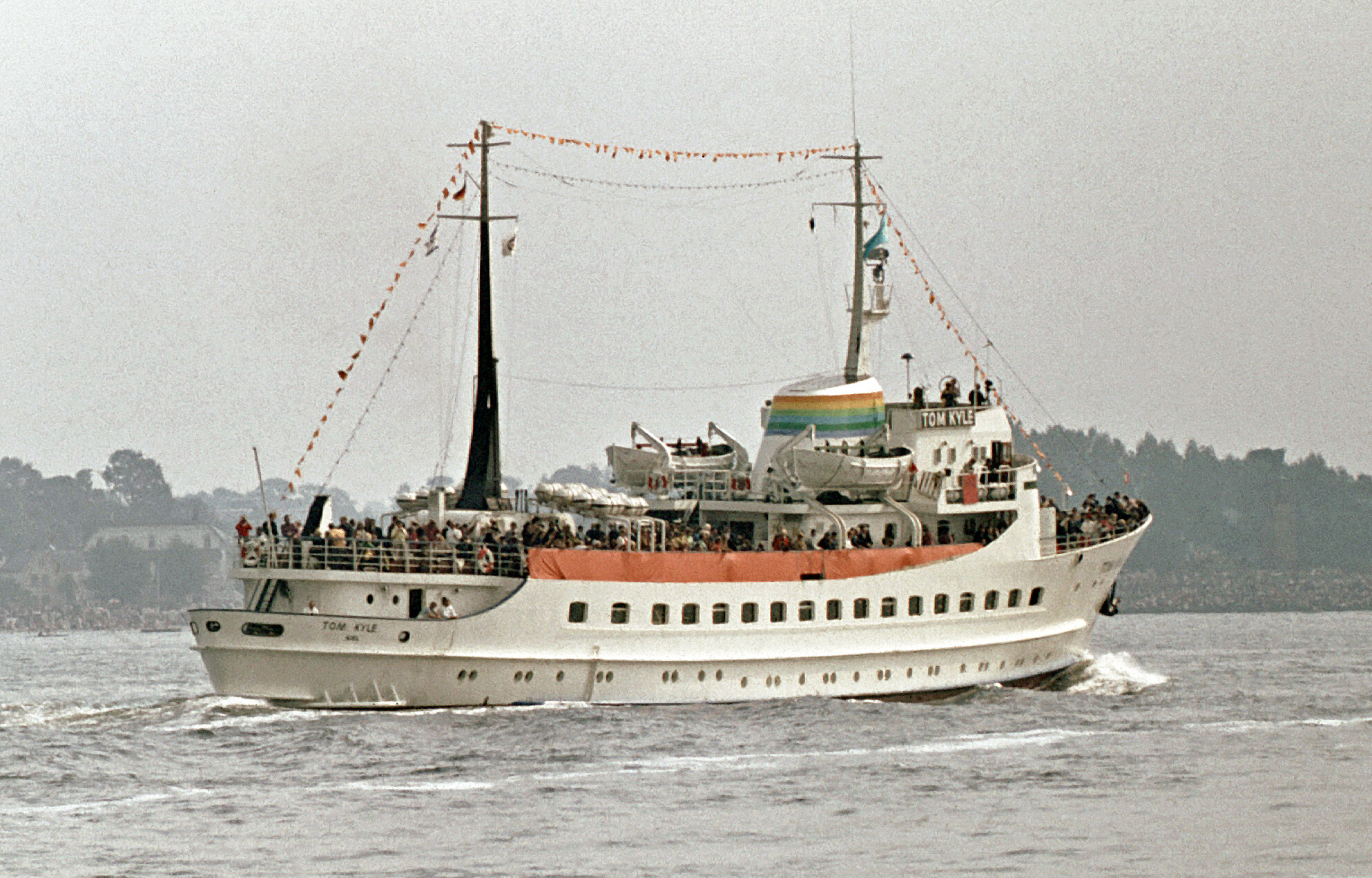
Tom Kyle, Typ 10
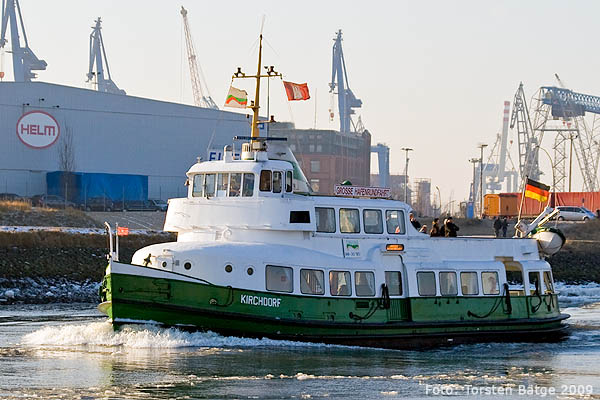
Kirchdorf, Typ 15
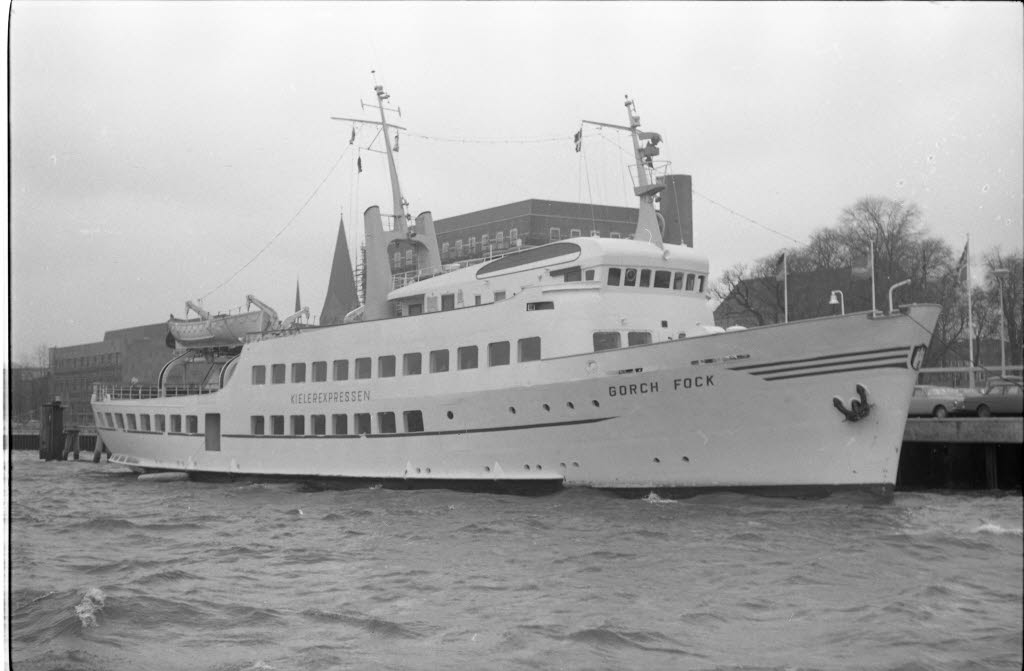
Gorch Fock, Typ 30
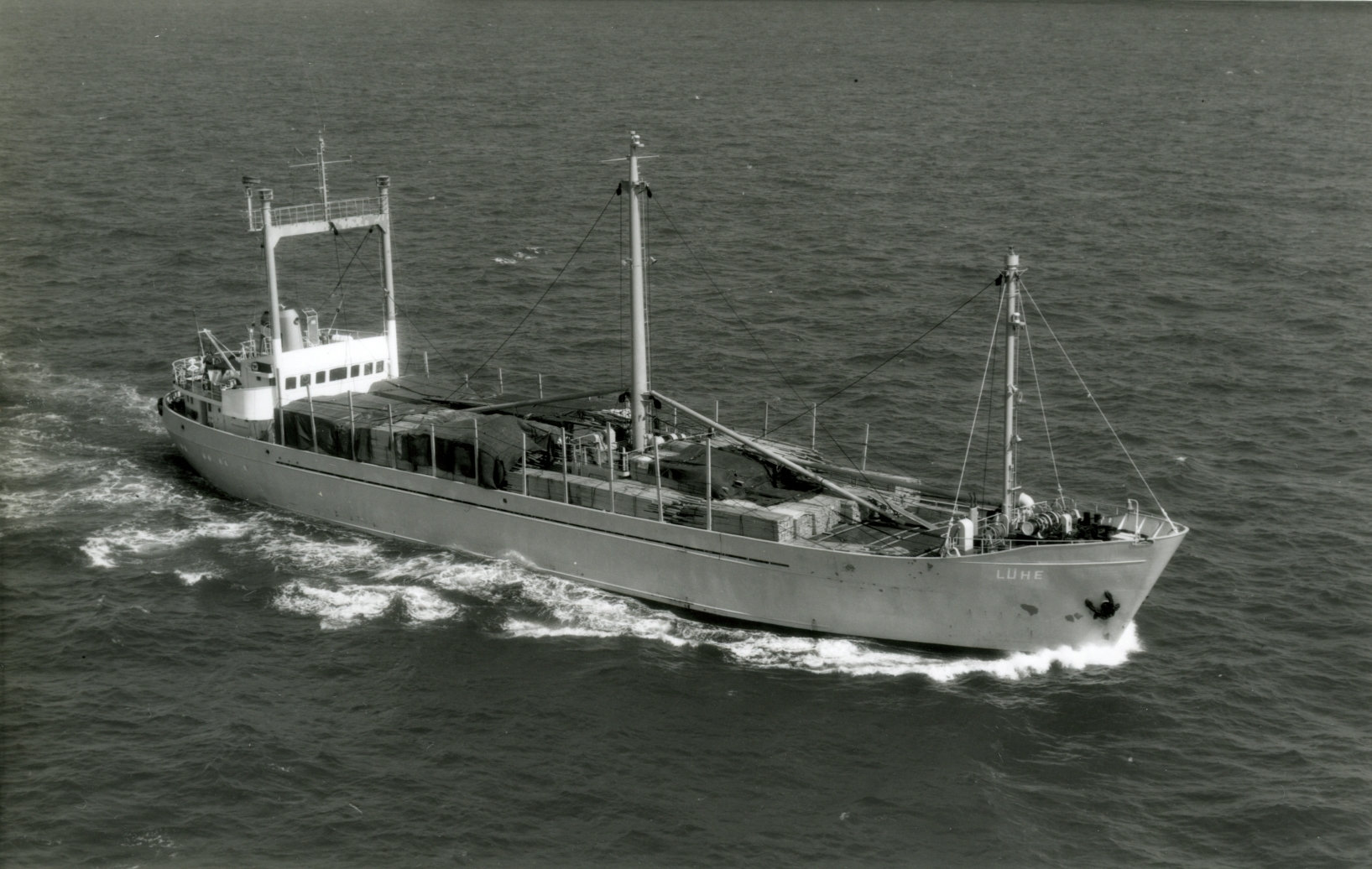
Lühe, Typ 33
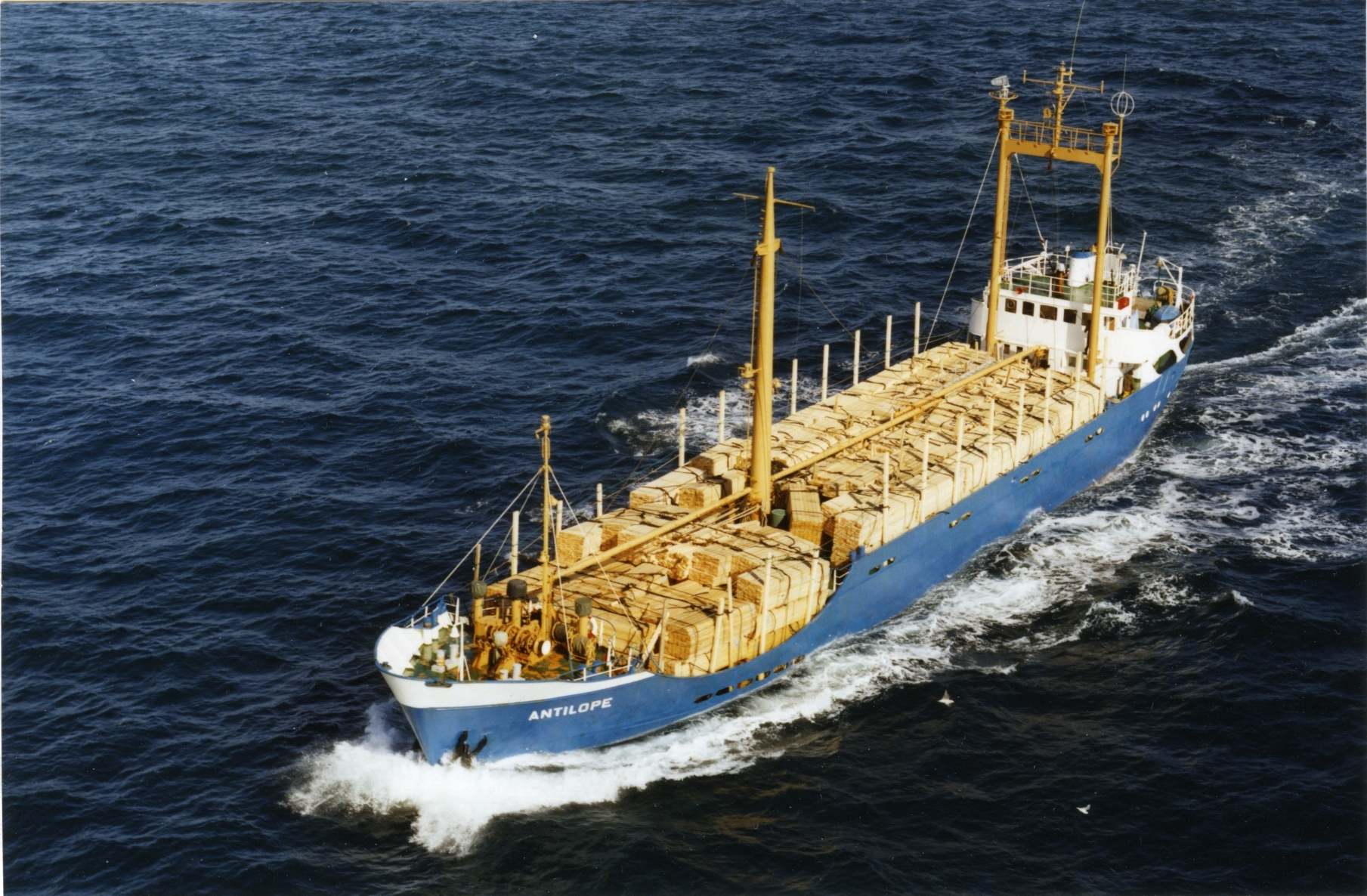
Antilope, Typ 37
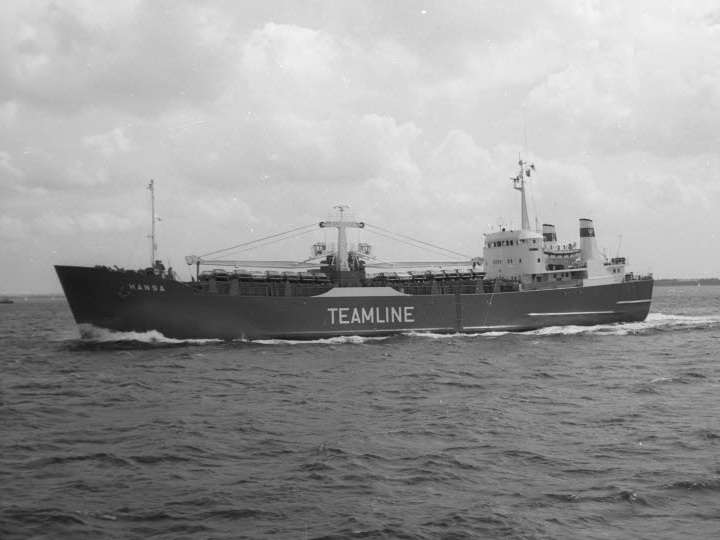
Hansa, Typ 52
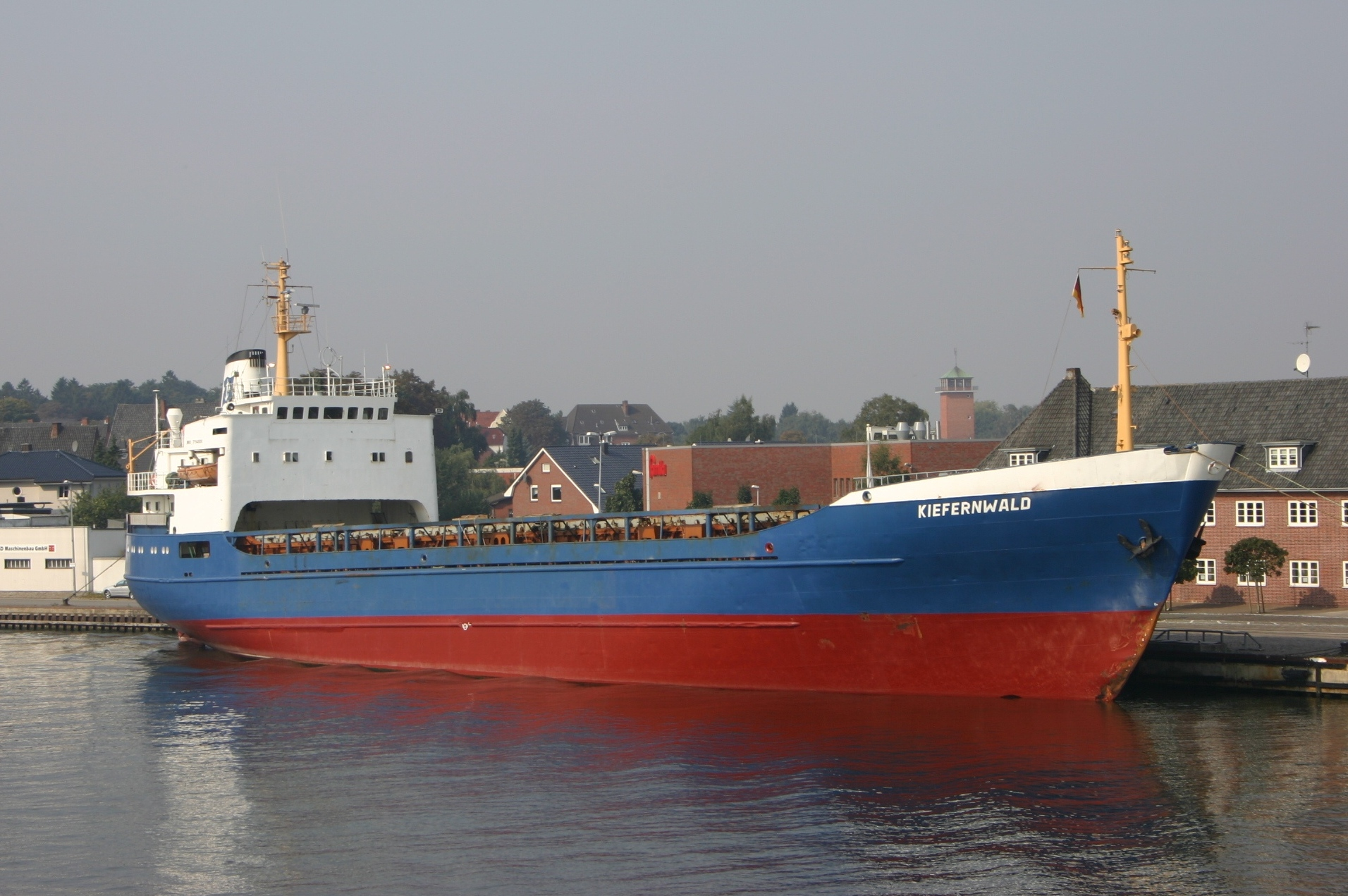
Kiefernwald, Typ 67
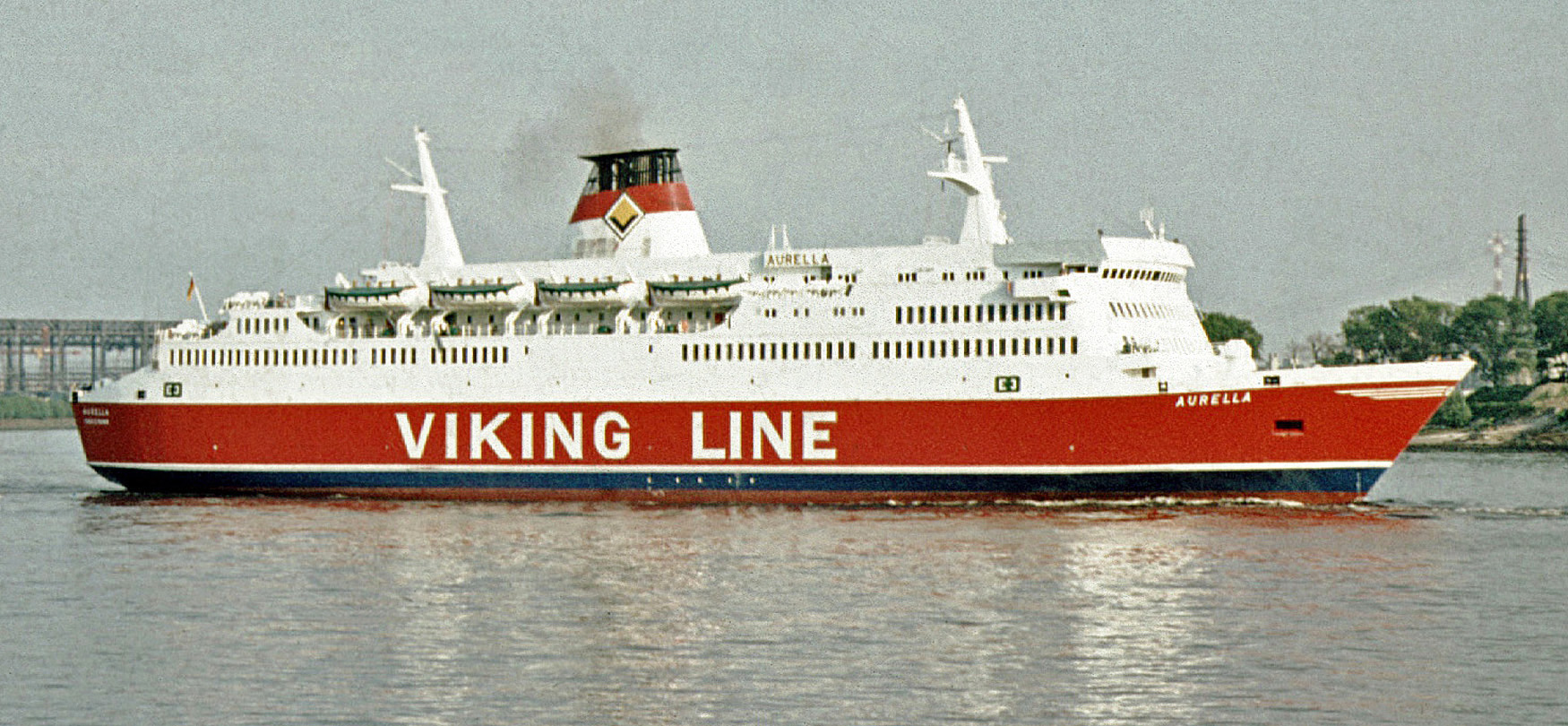
Aurella, Typ 78
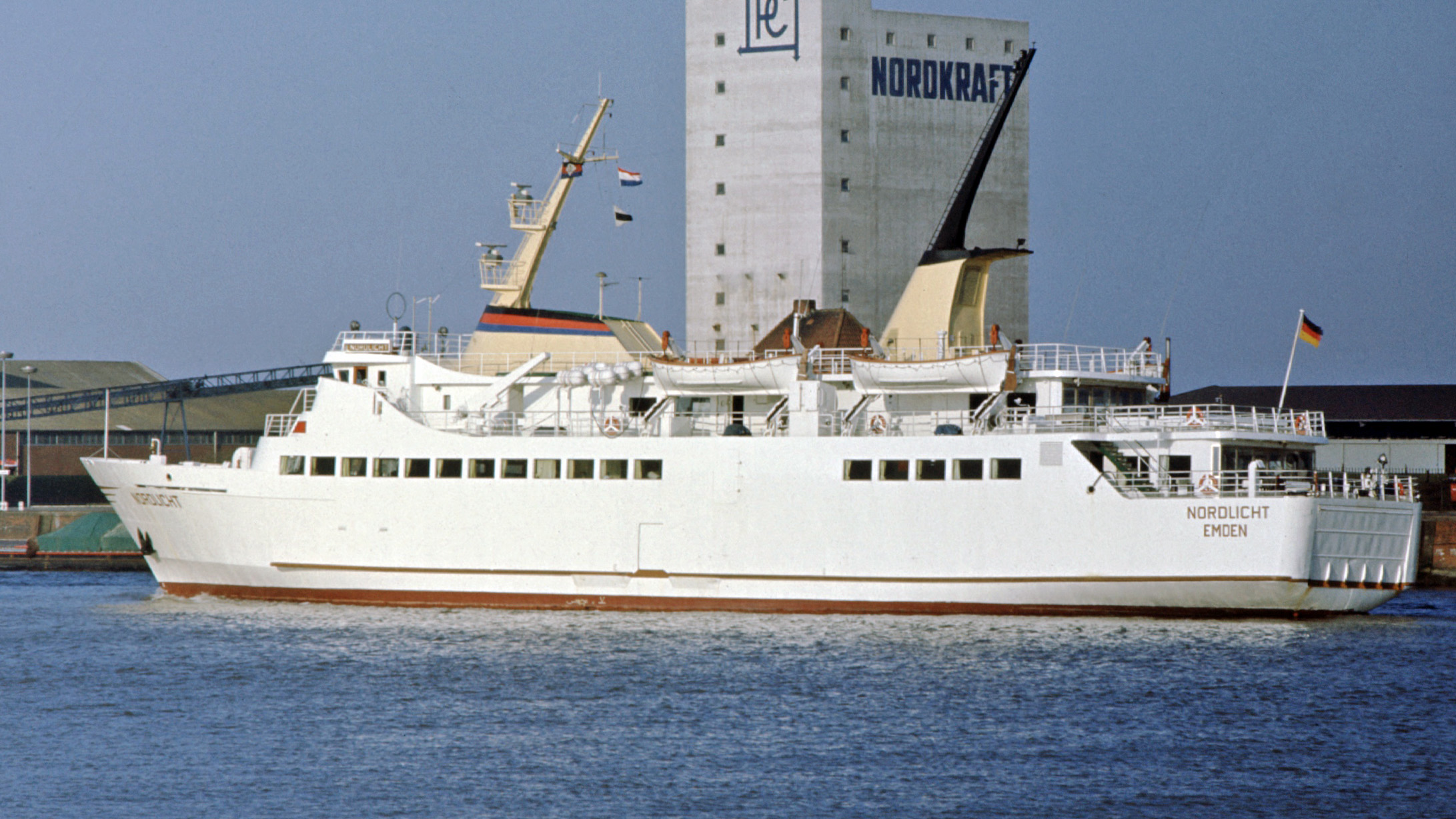
Nordlicht, Typ 79
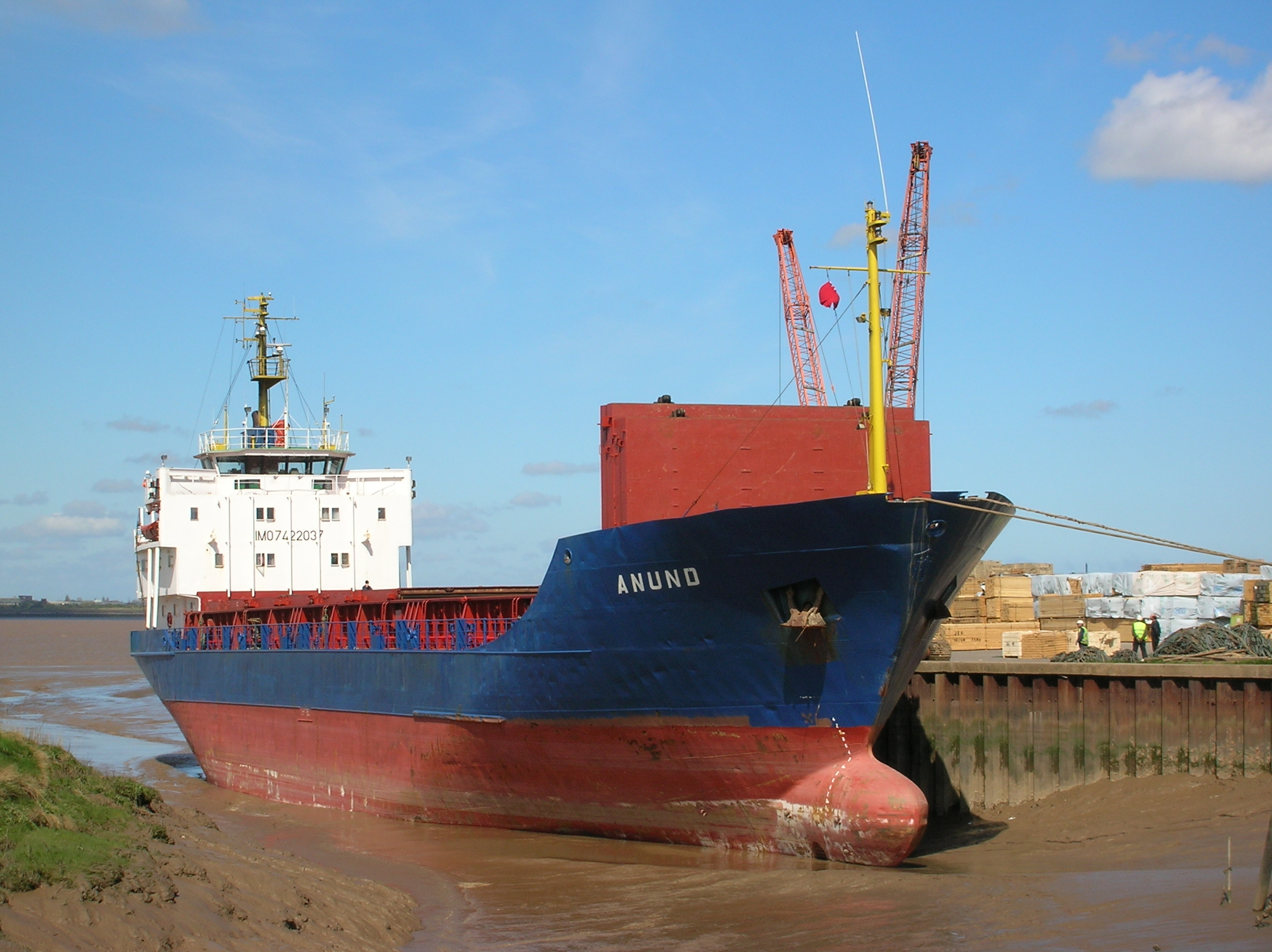
Anund, Typ 81
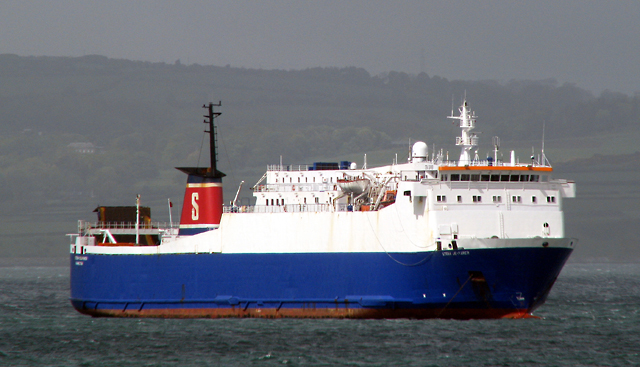
Stena Seafarer, Typ 87
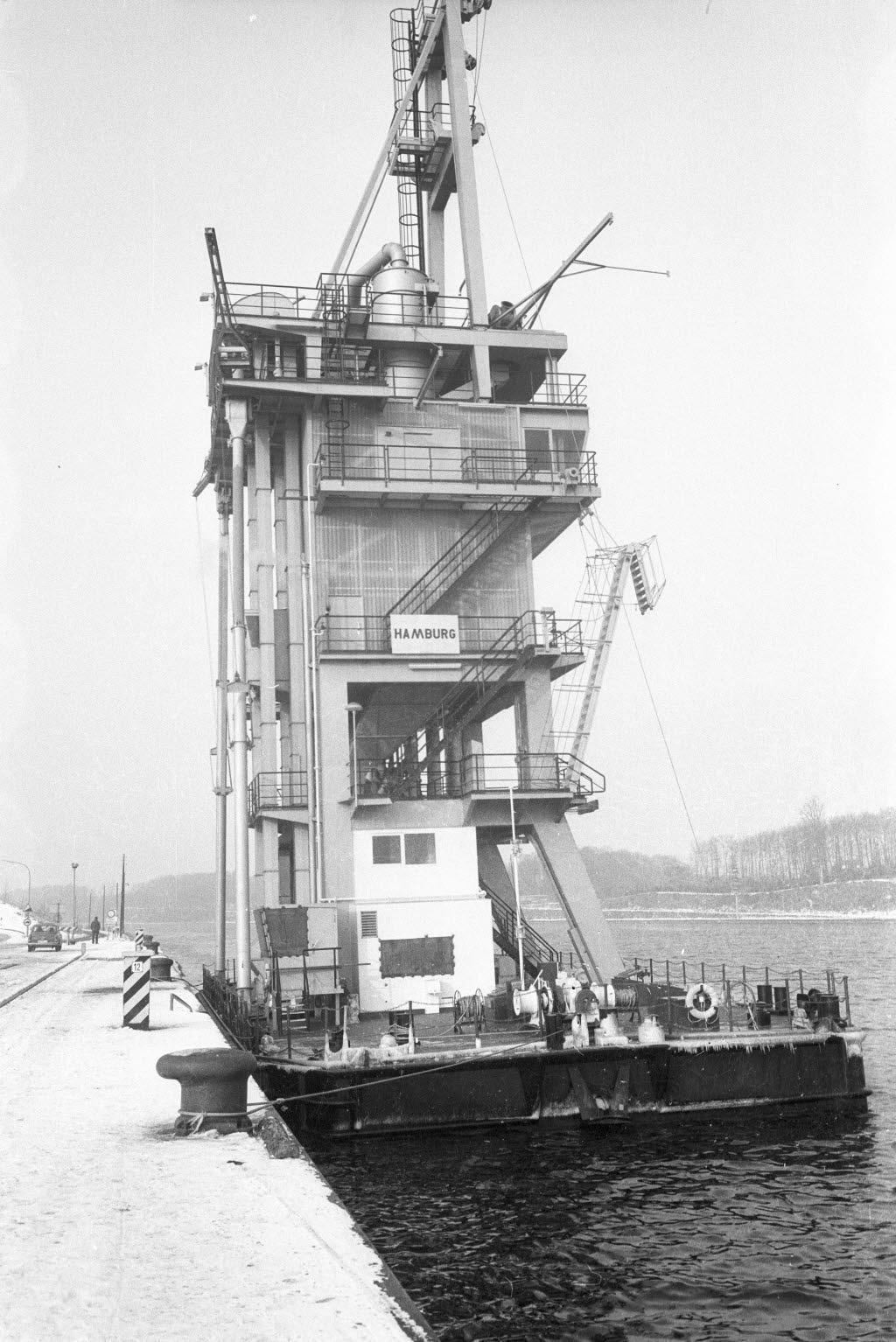
Getreideheber Herbert, Typ 91
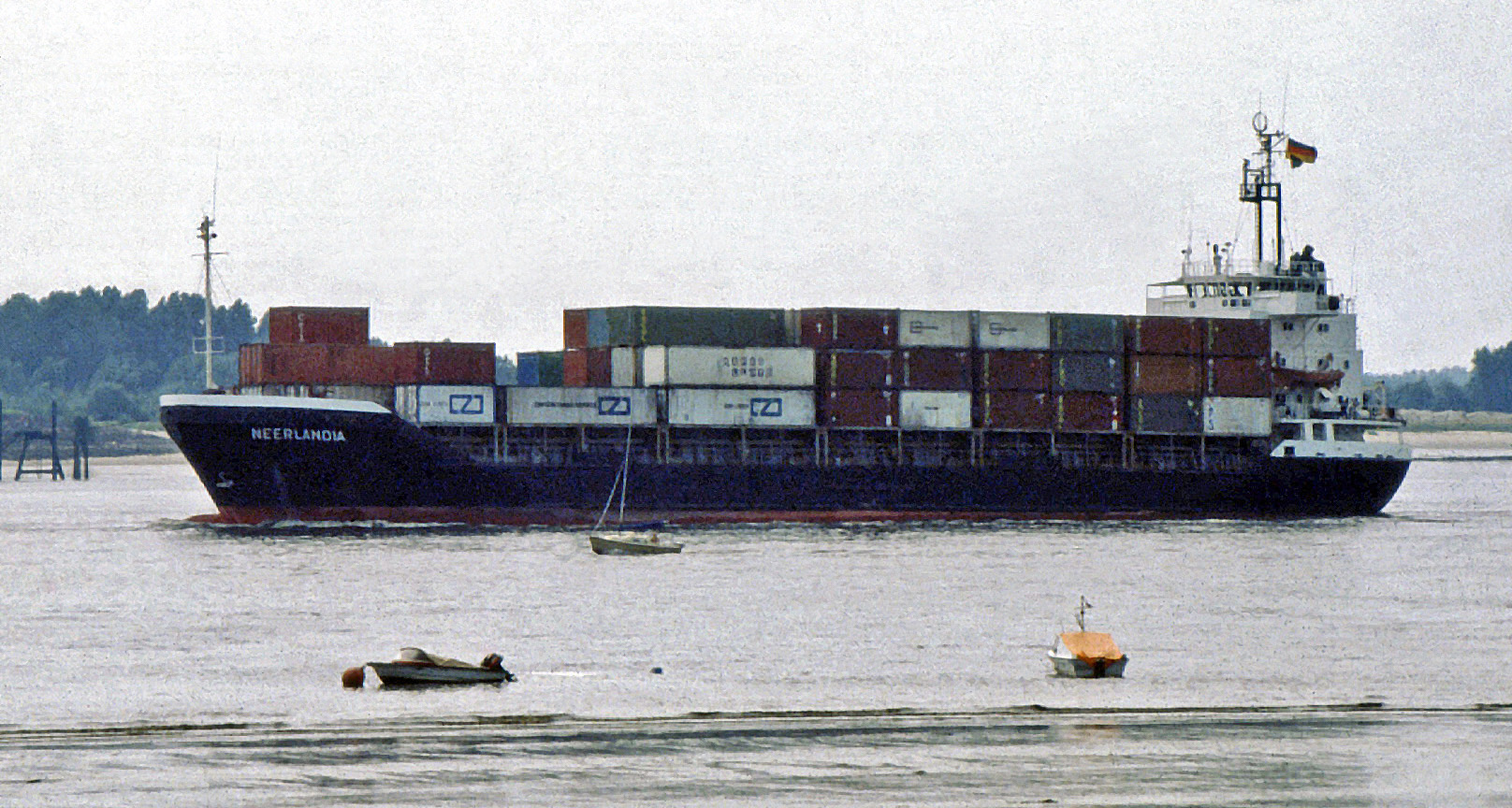
Neerlandia Typ 94
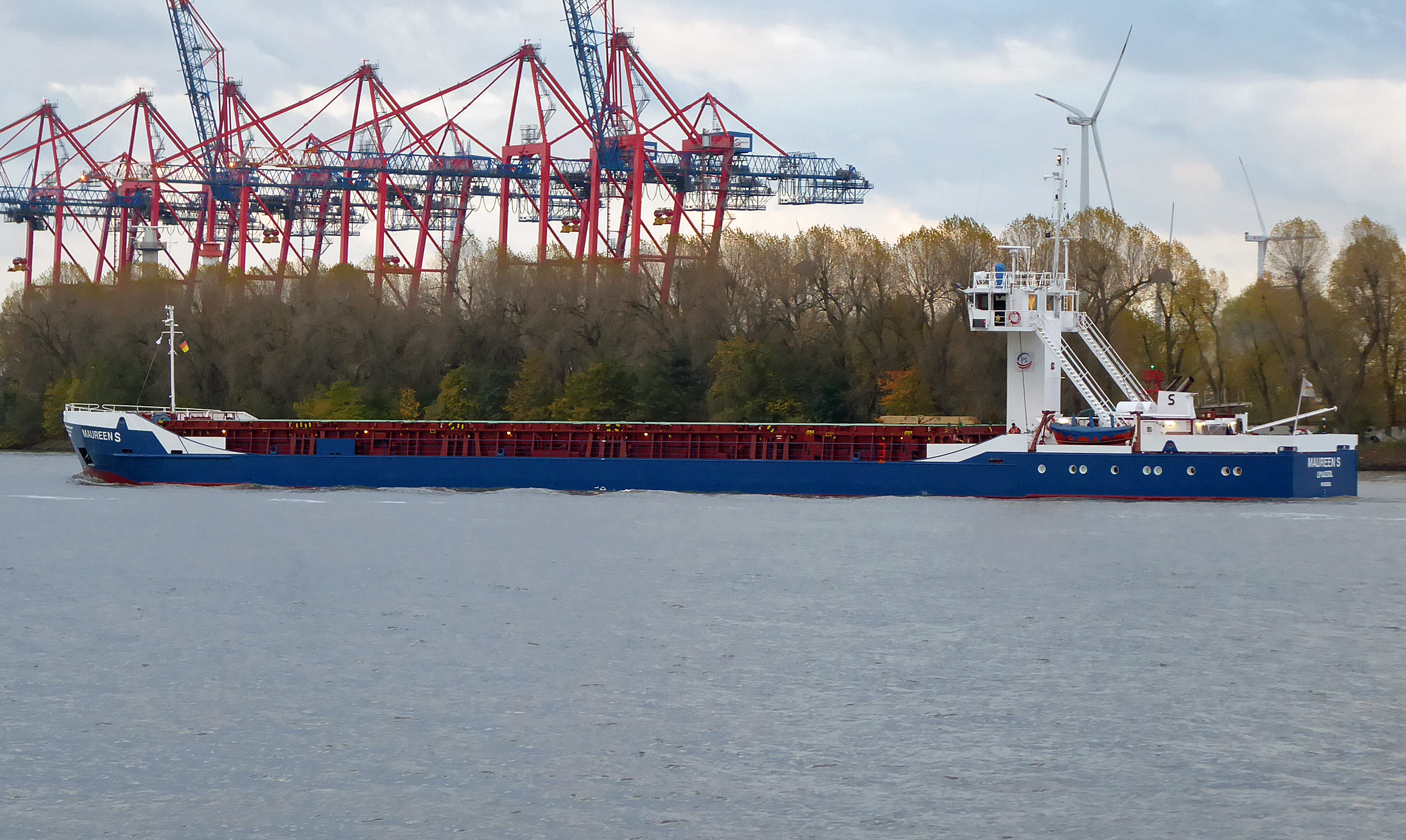
Maureen S Typ 110
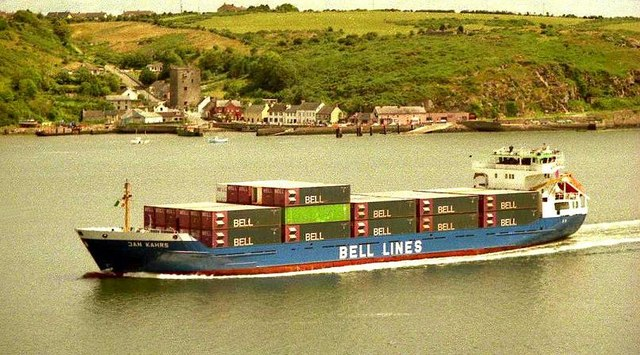
Jan Kahrs, Typ 122
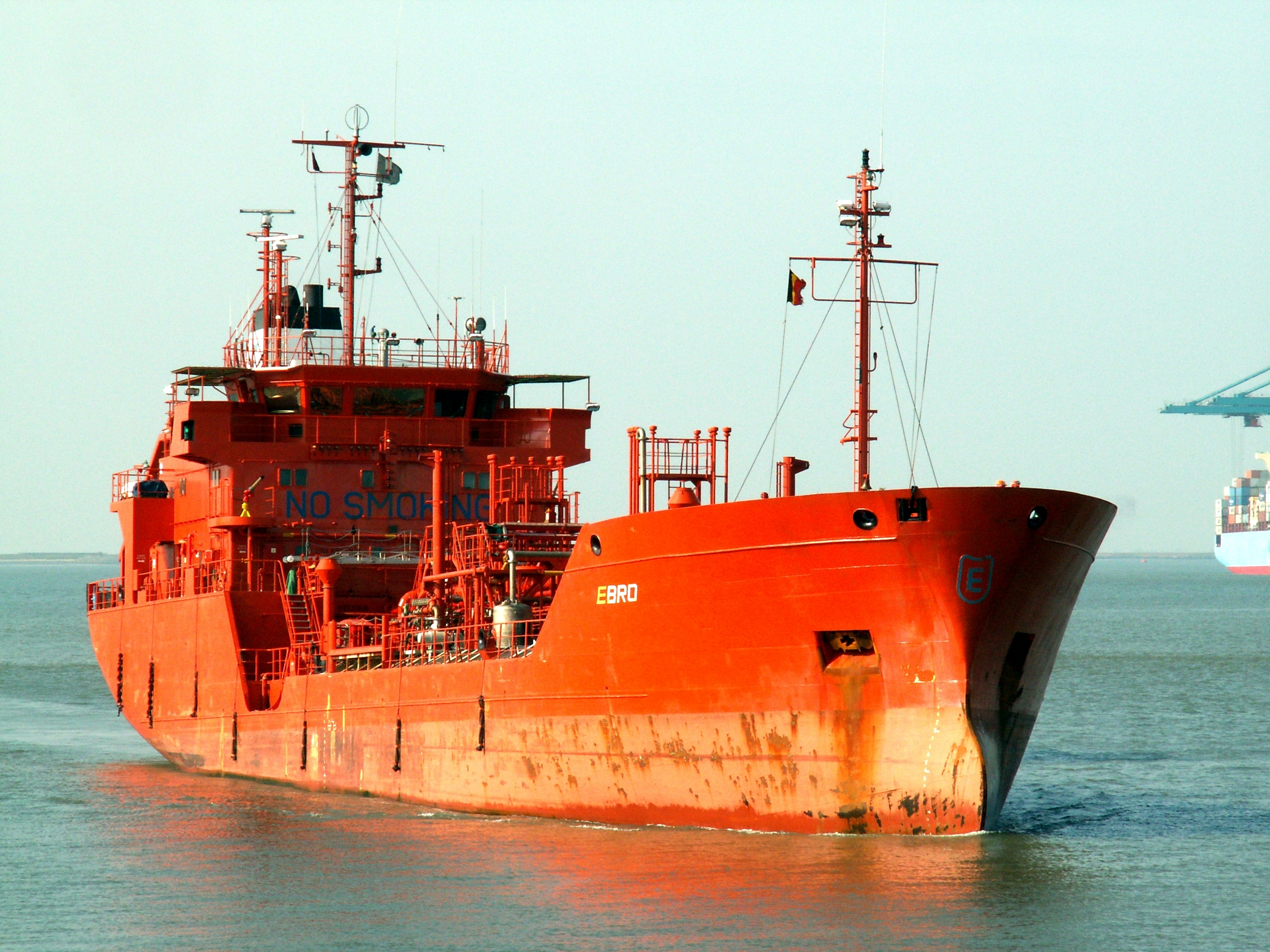
Ebro, Typ 138
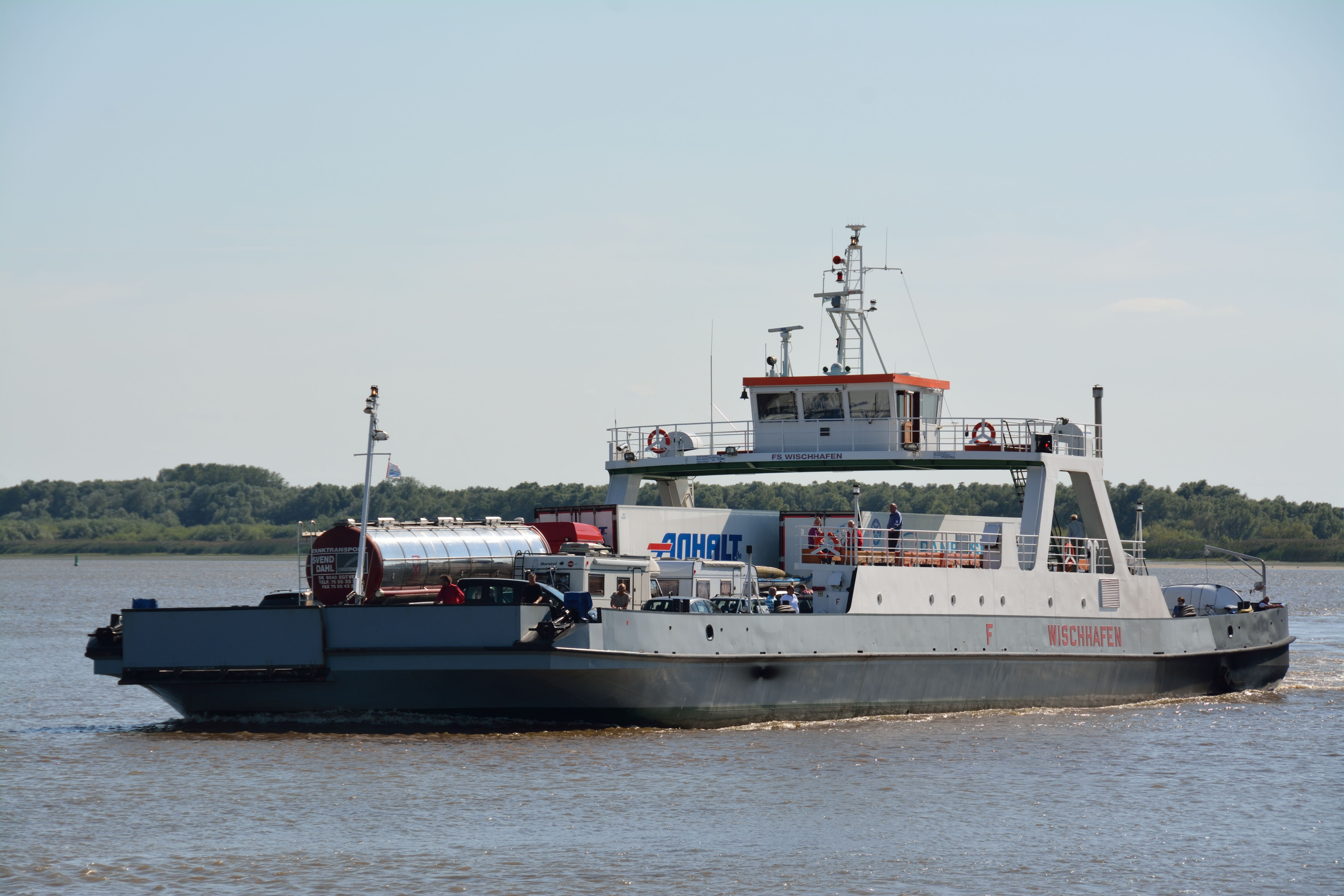
Wischhafen, Typ 143
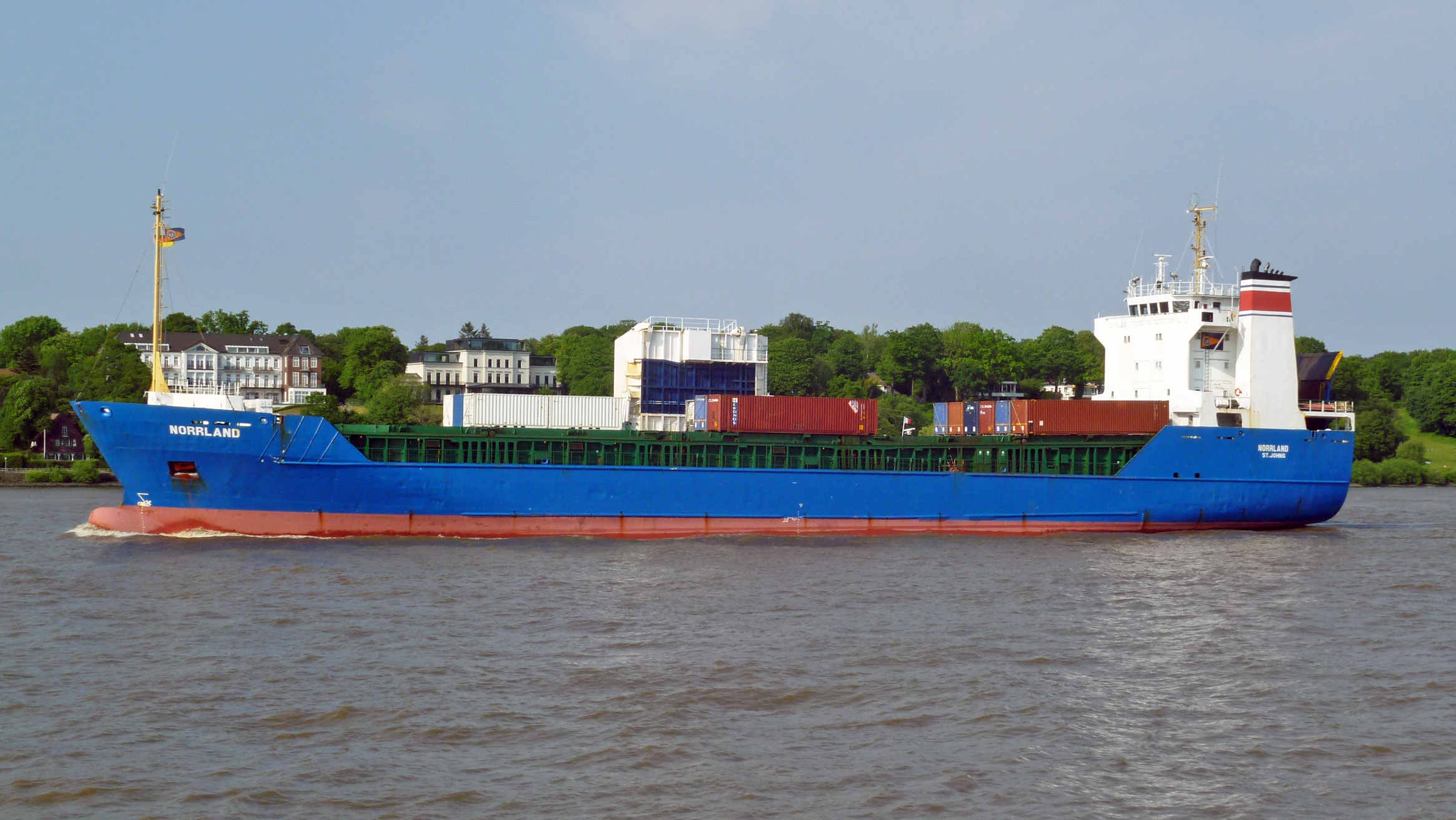
Norrland, Typ 144
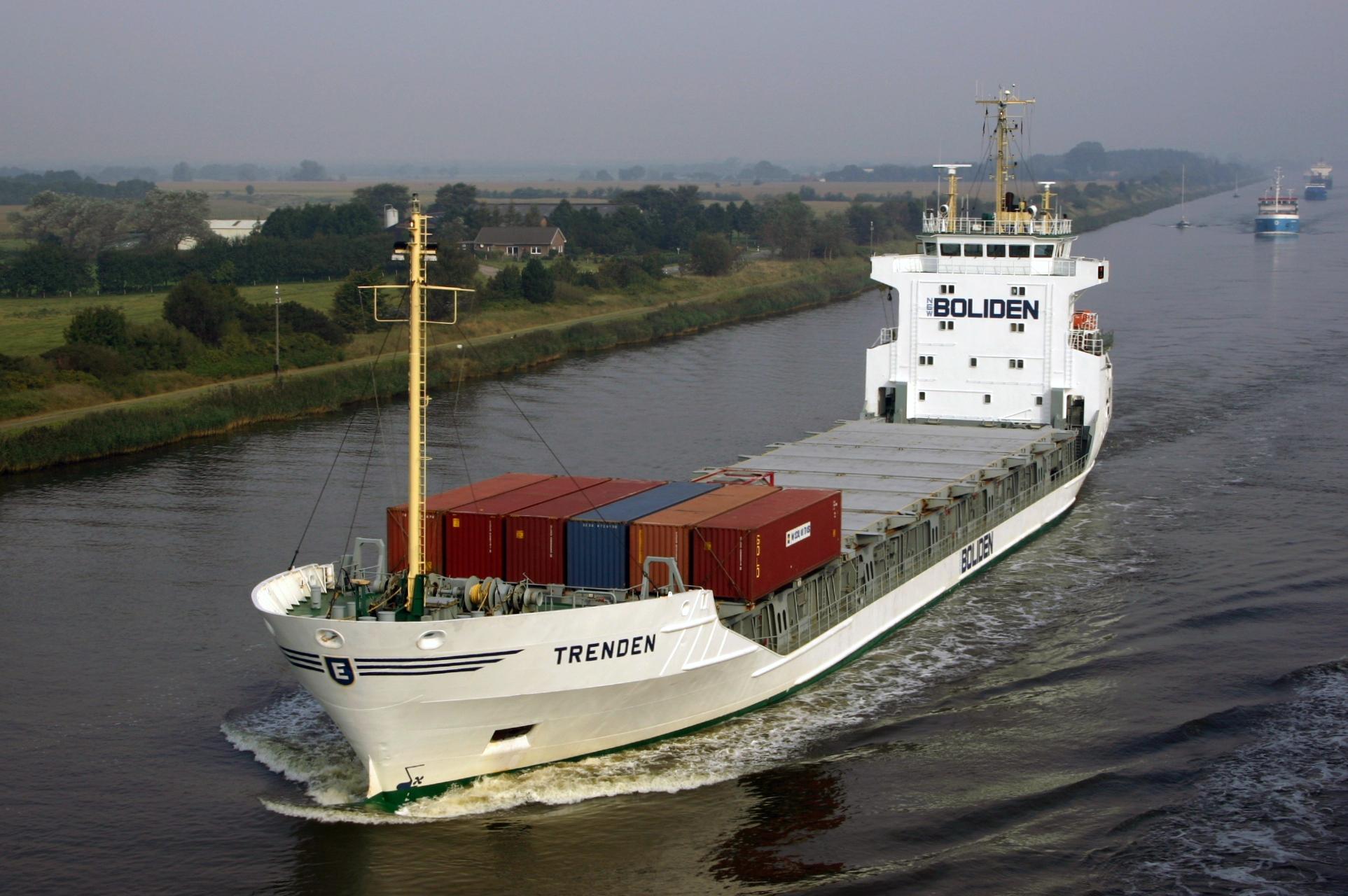
Trenden, Typ 145
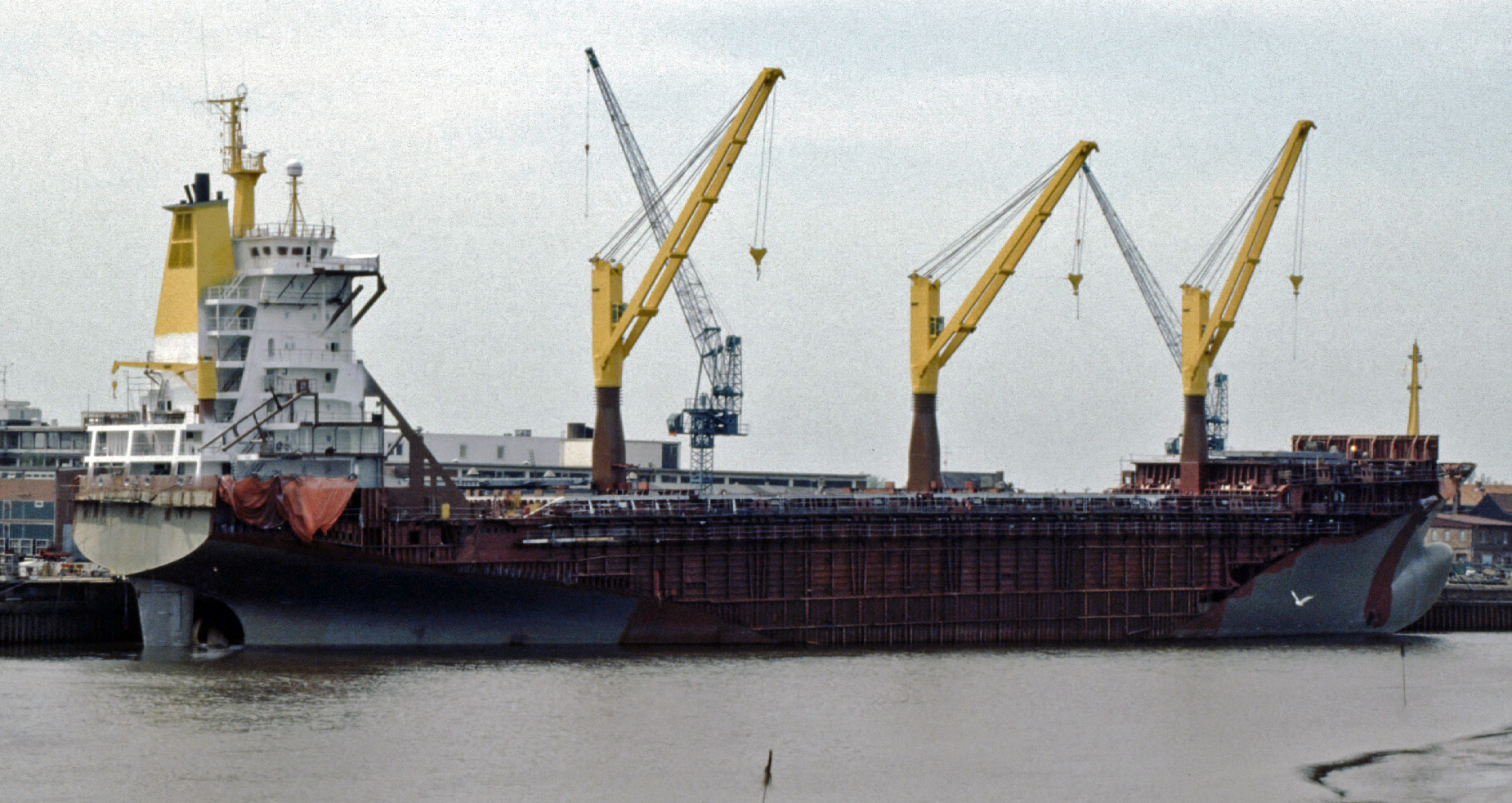
La Paloma, Typ 150
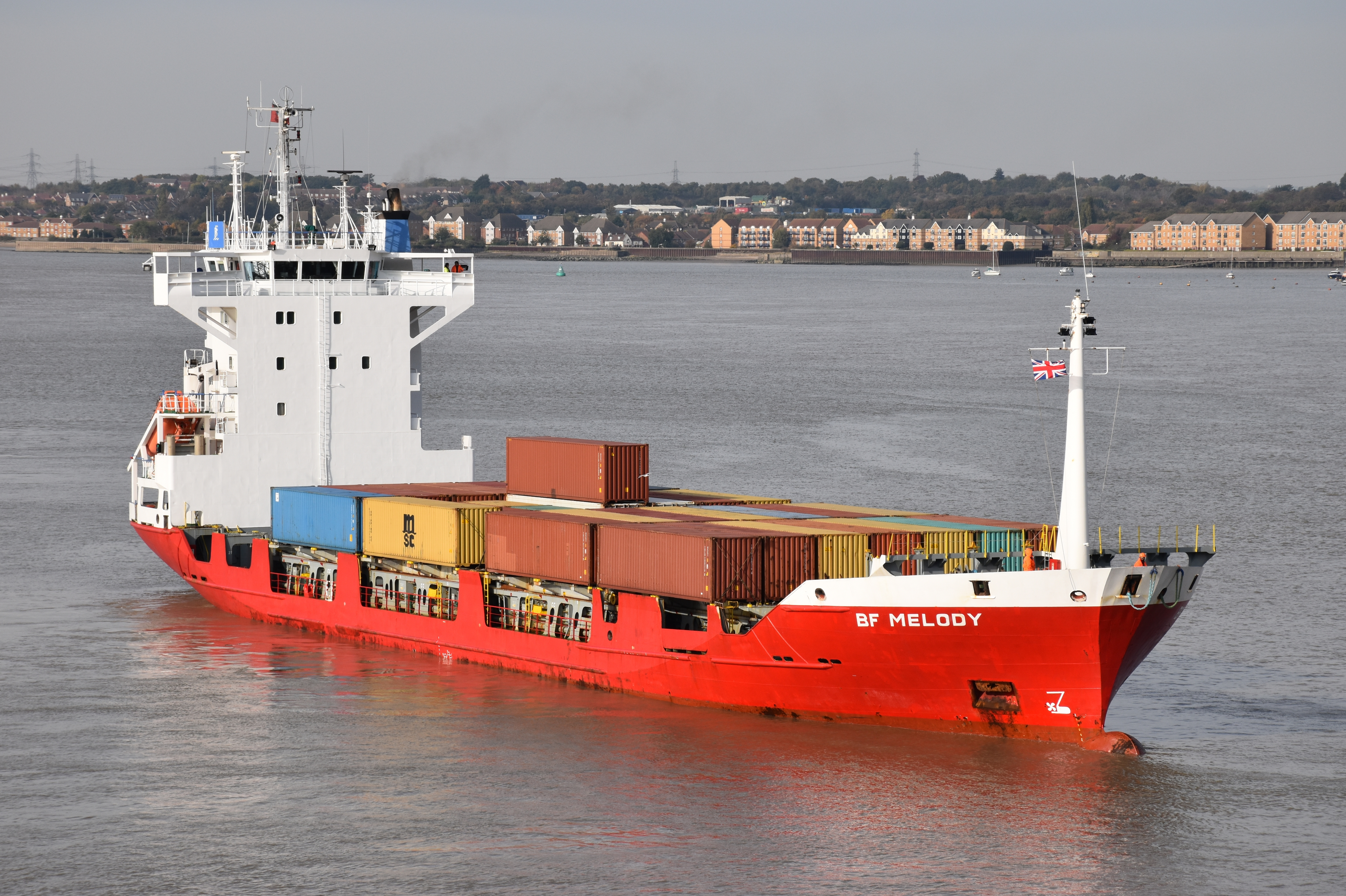
BF Melody, Typ 151
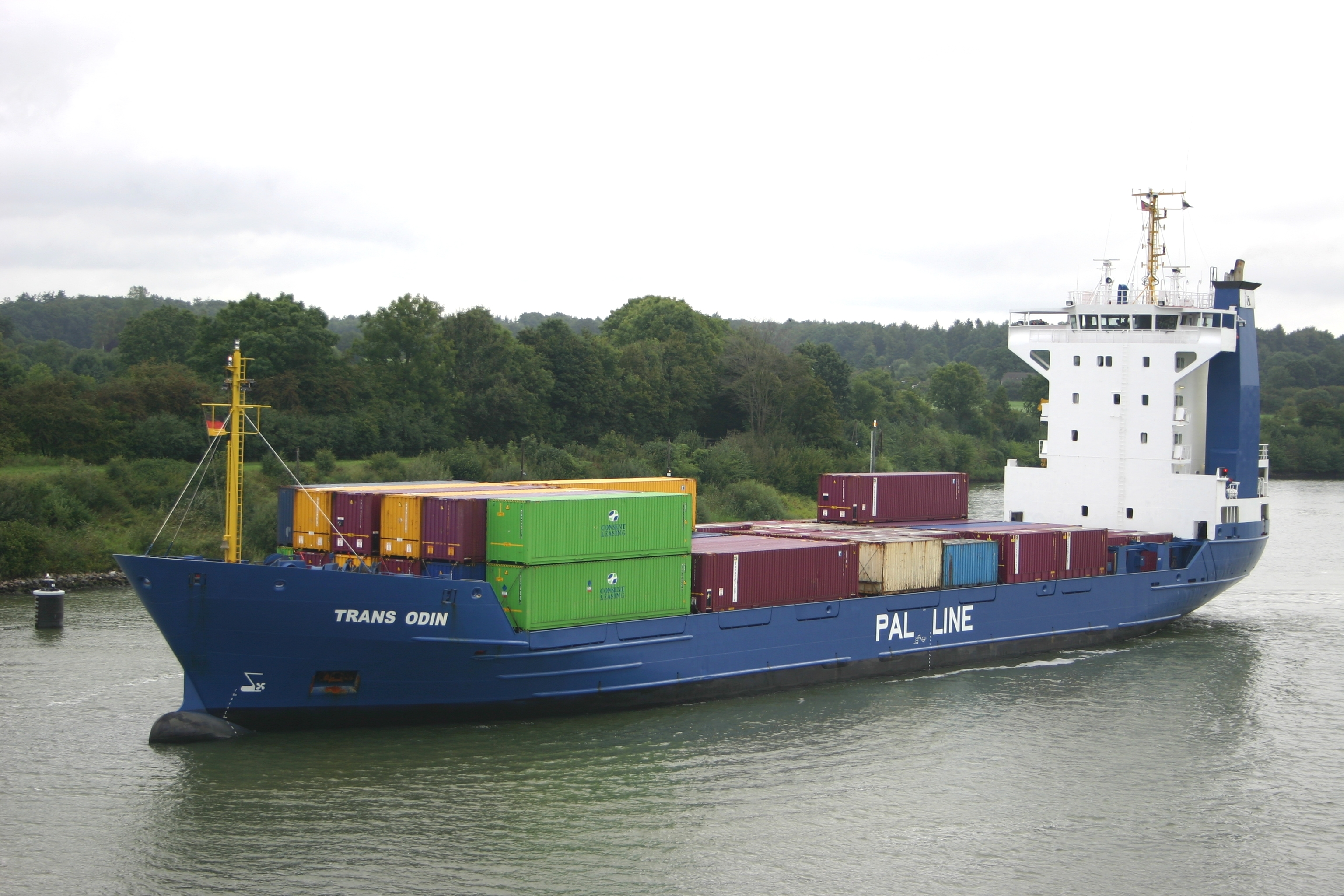
Trans Odin, Typ 154
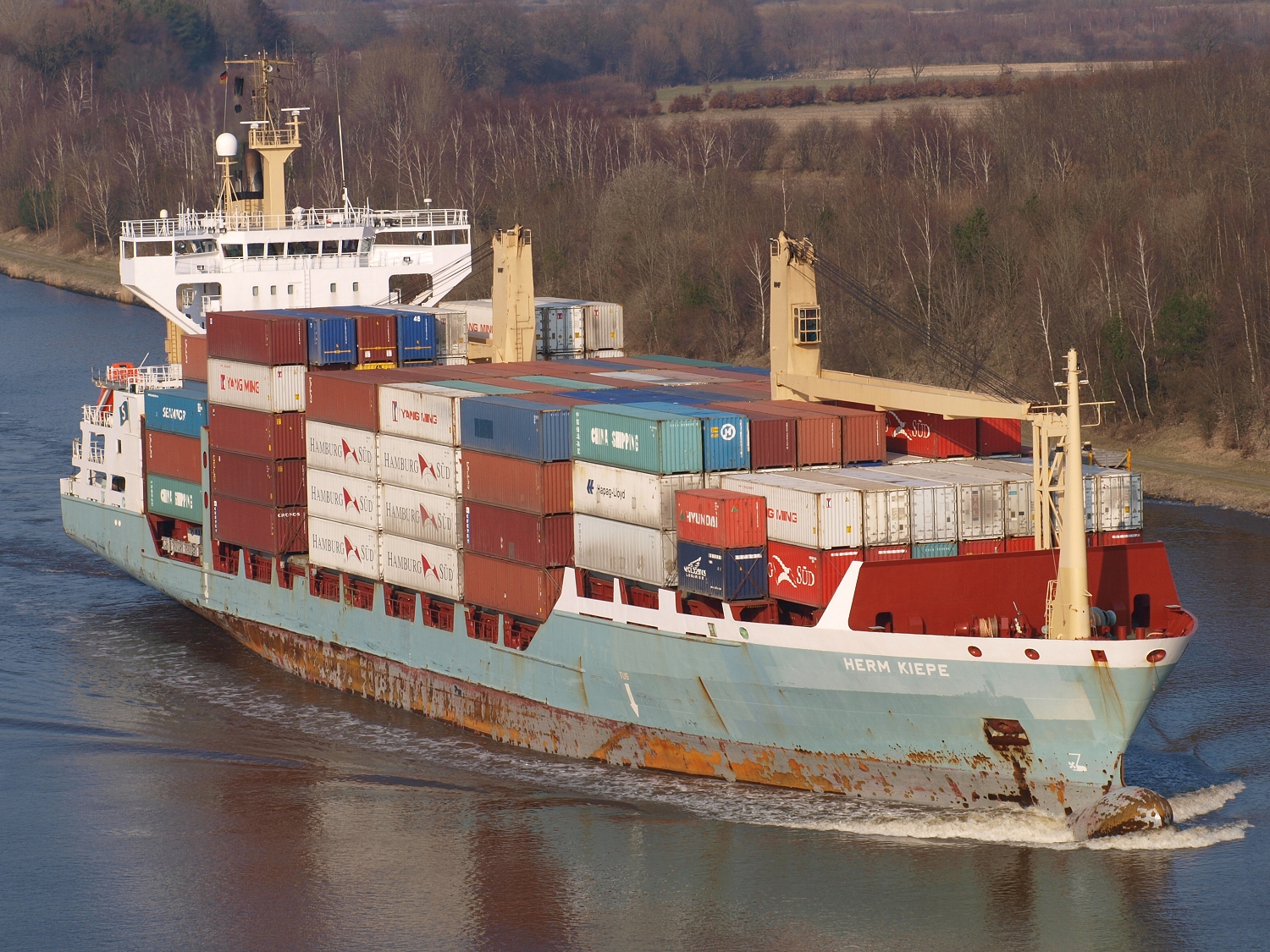
Herm Kiepe, Typ 155b
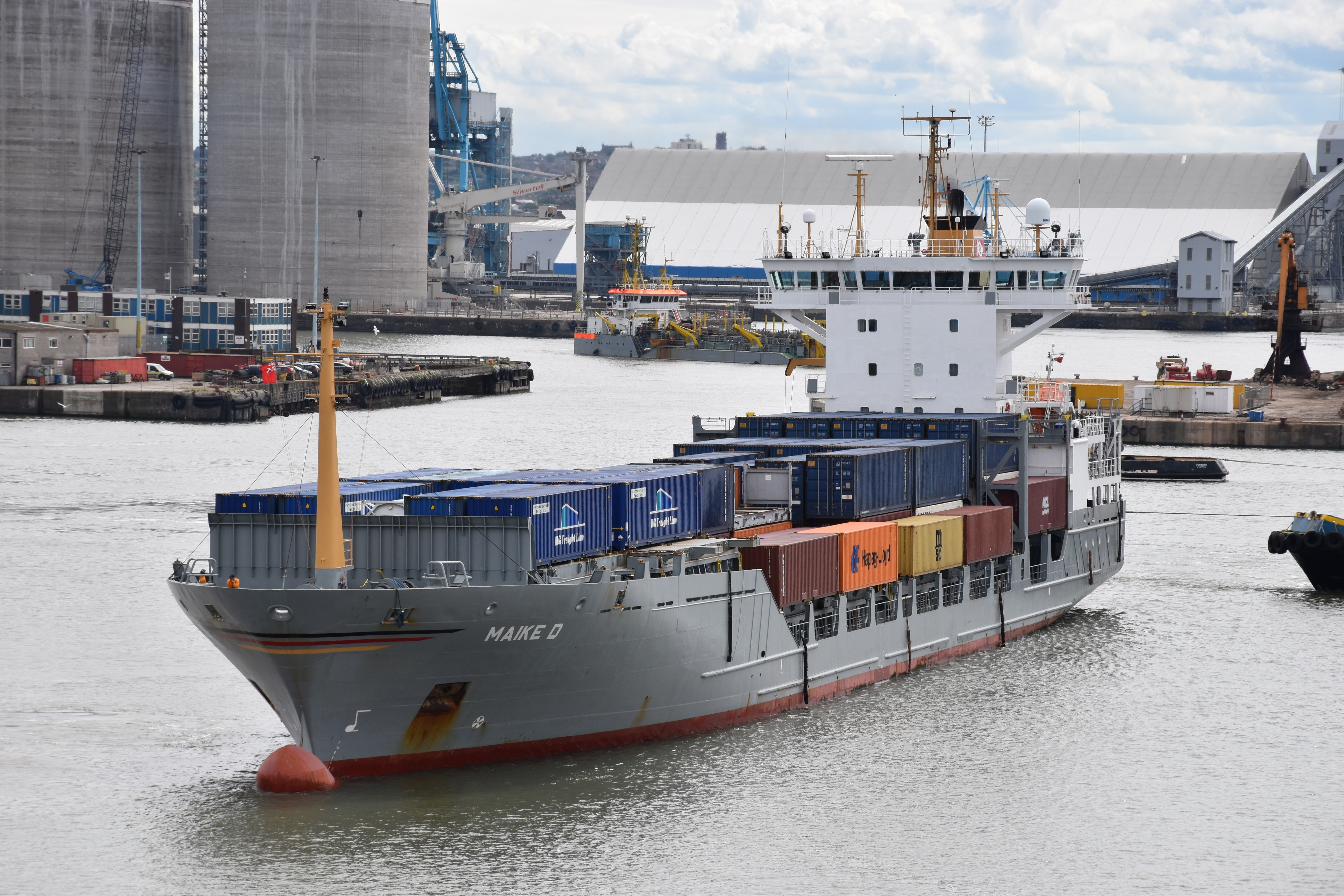
Maike D, Typ 156
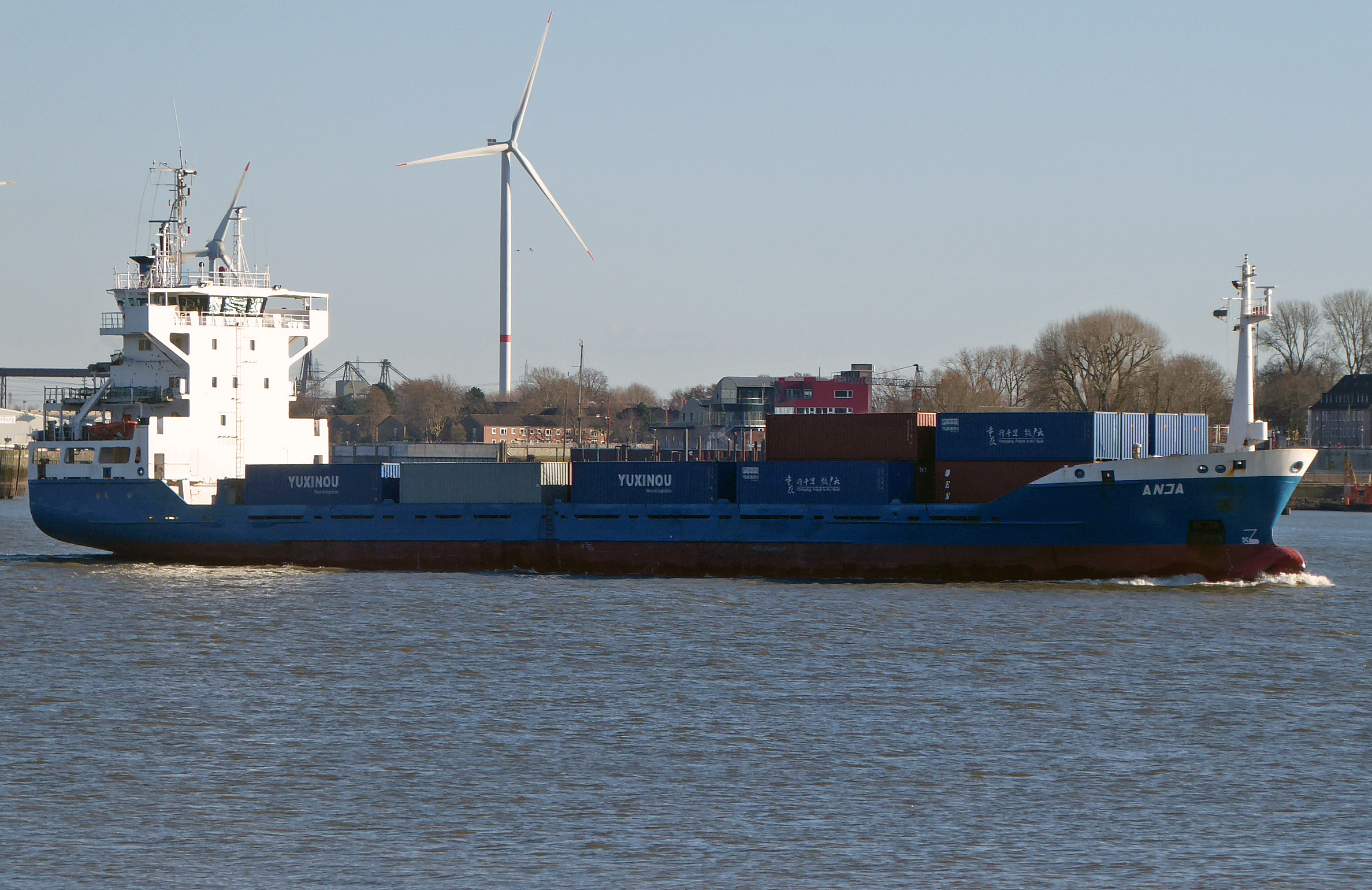
Anja, Typ 157
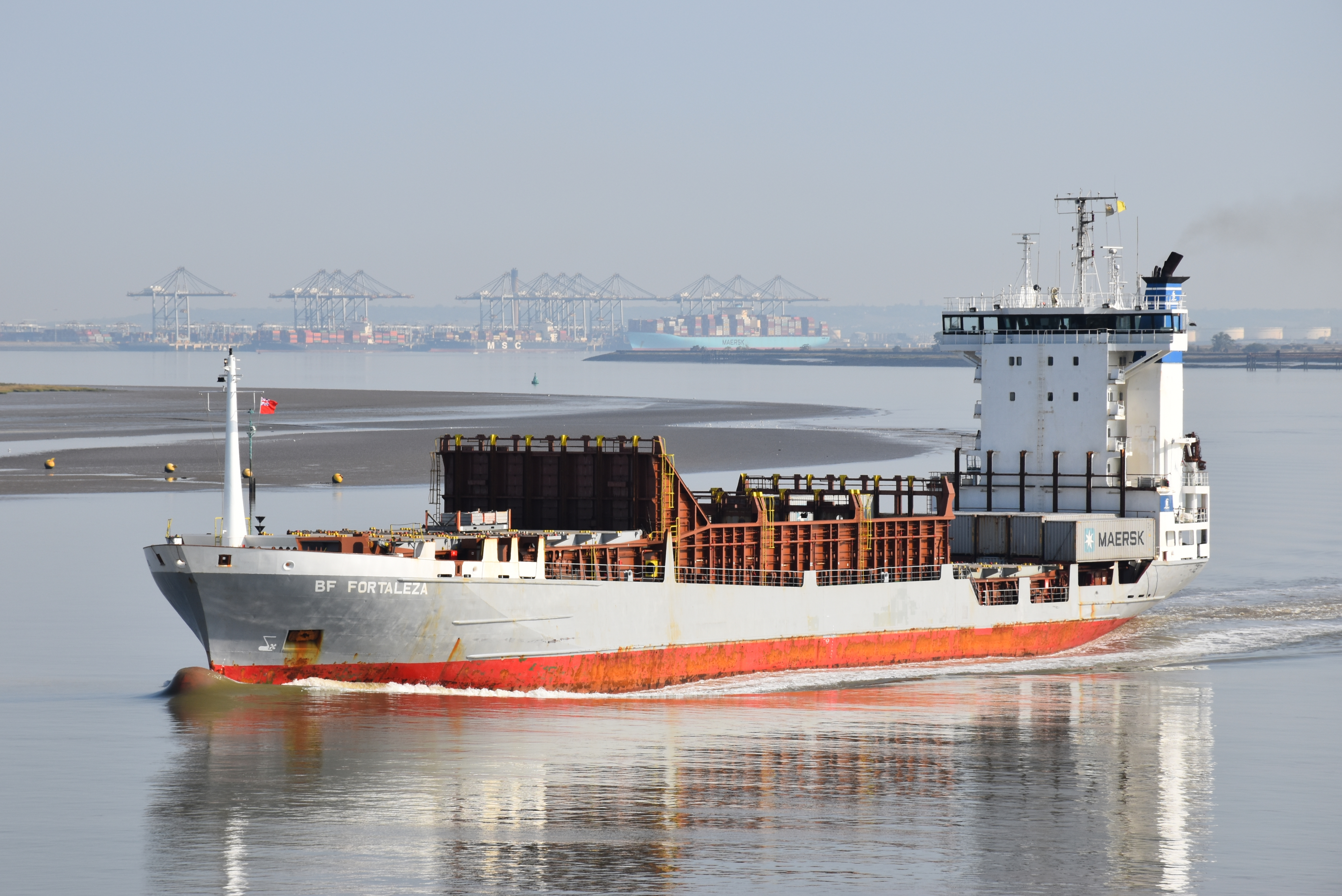
BF Fortaleza, Typ 160
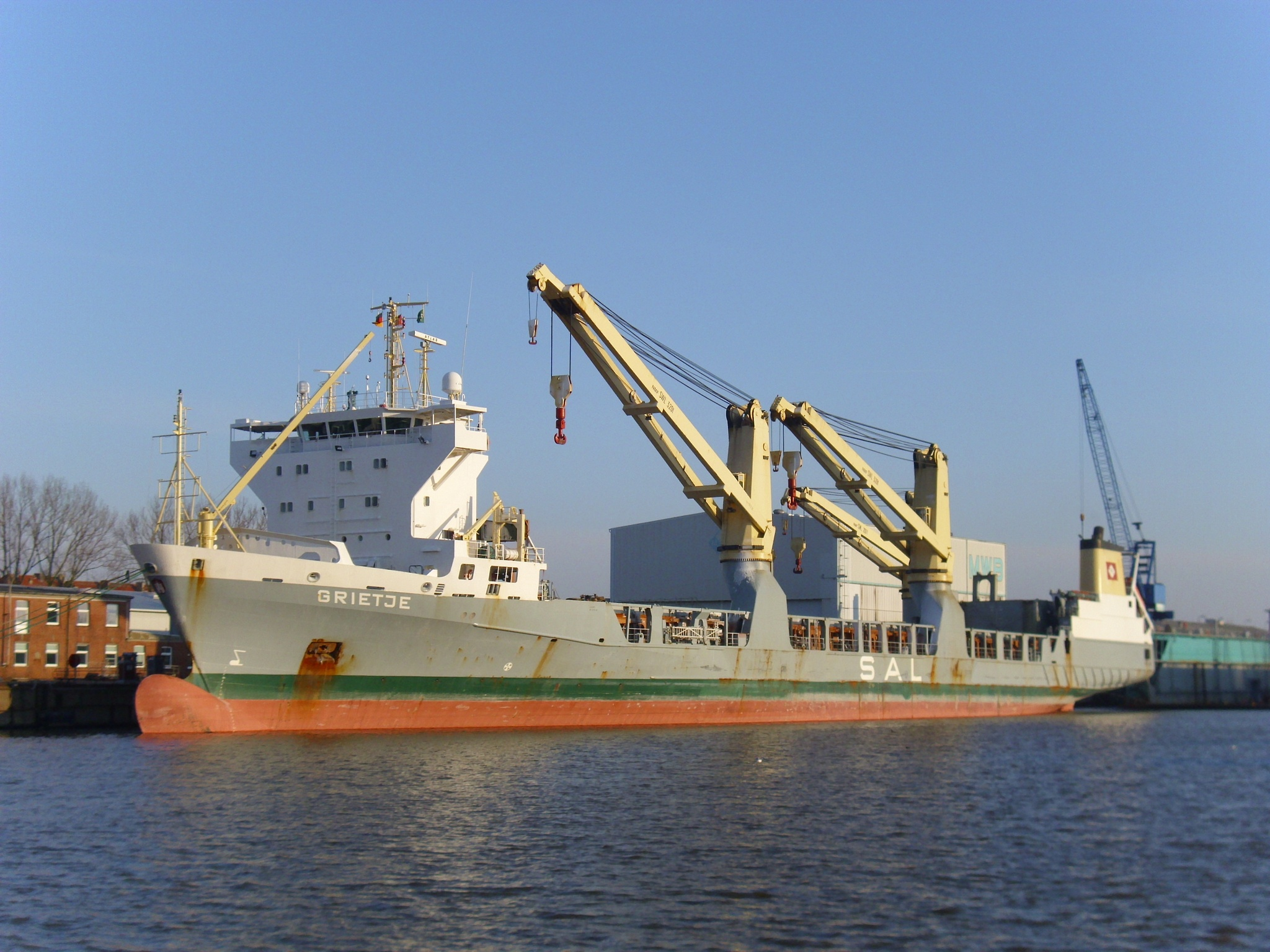
Grietje, Typ 161a
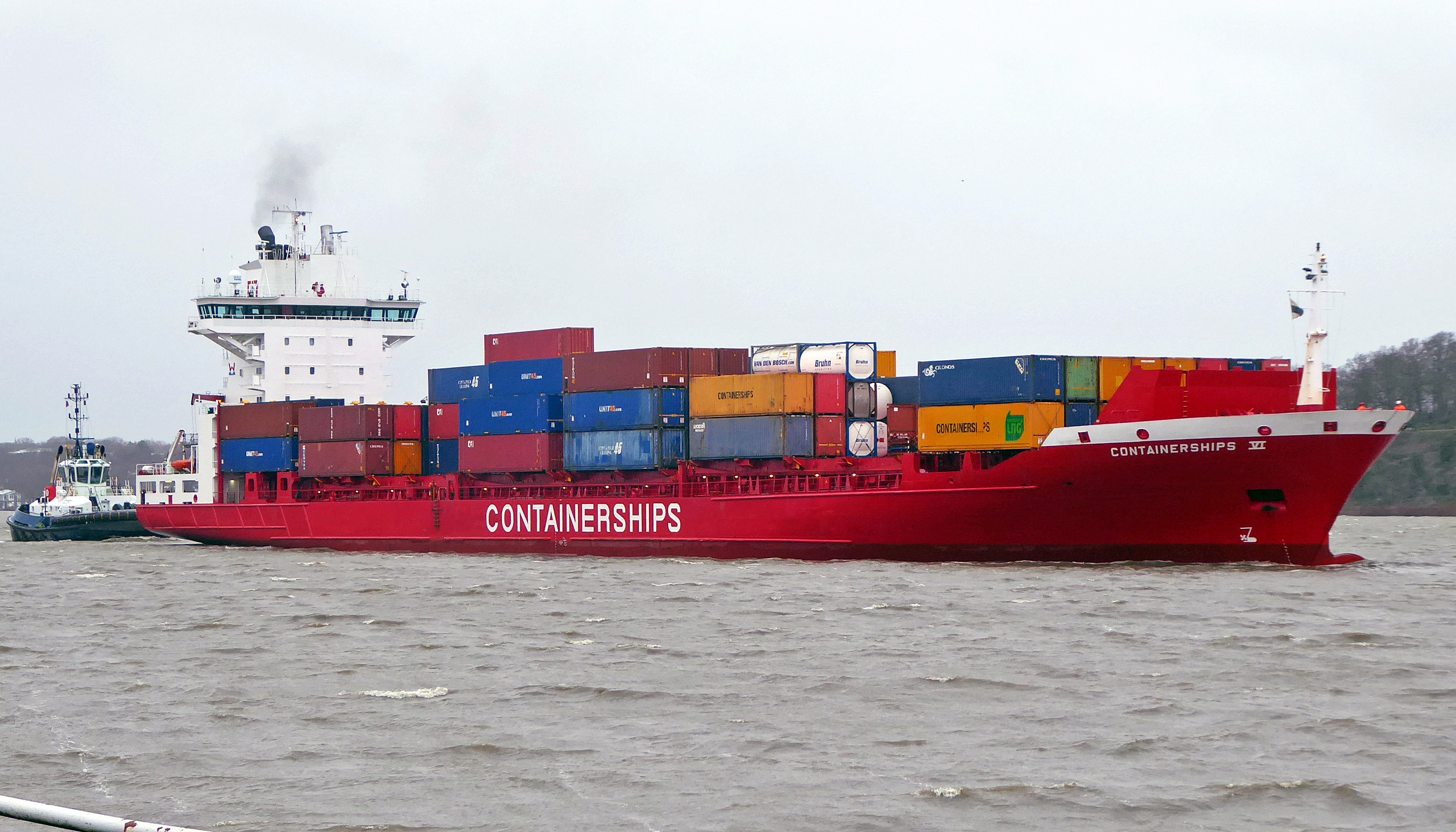
Containerships VI, Typ 164
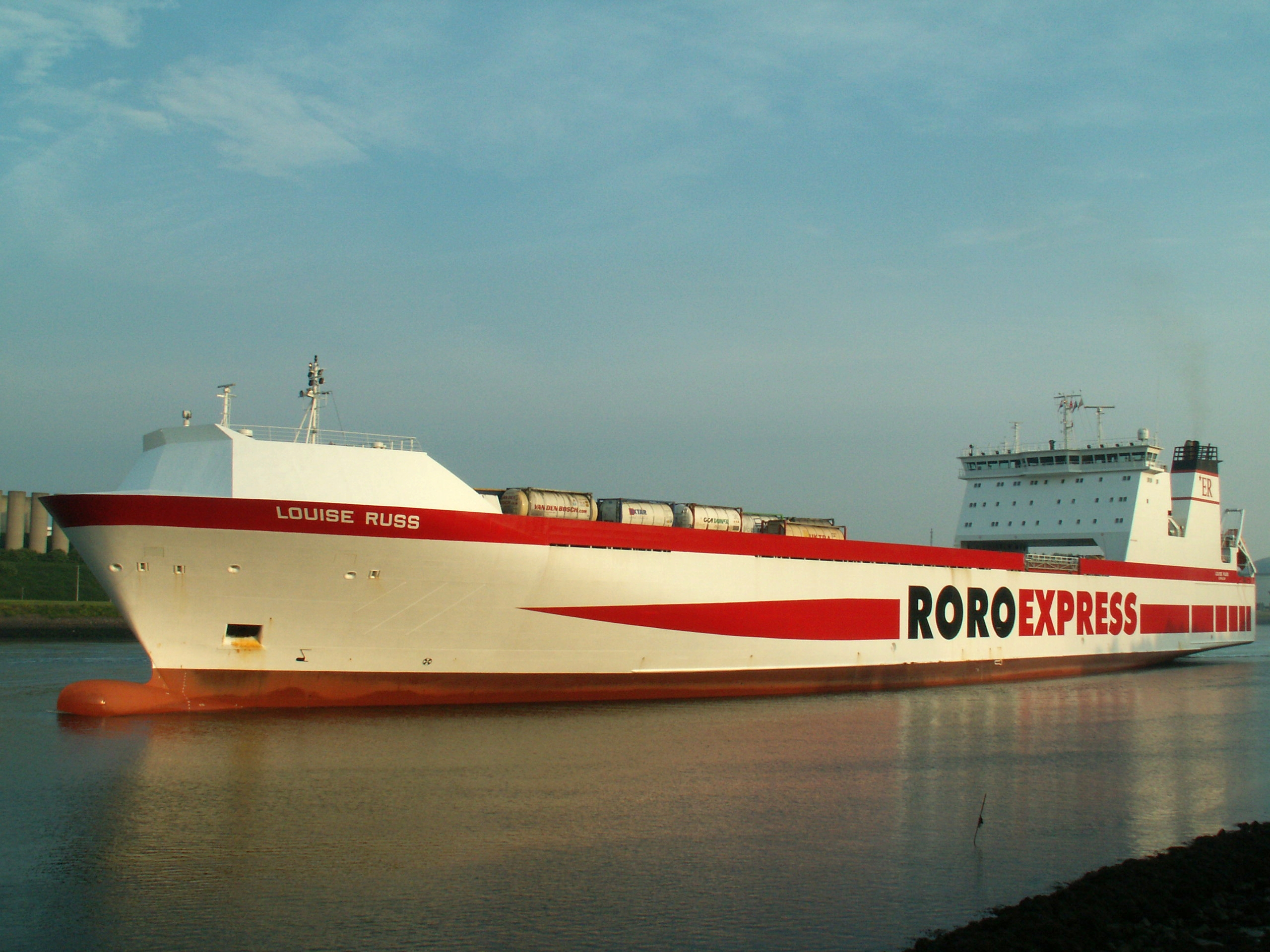
Louise Russ, Typ 166
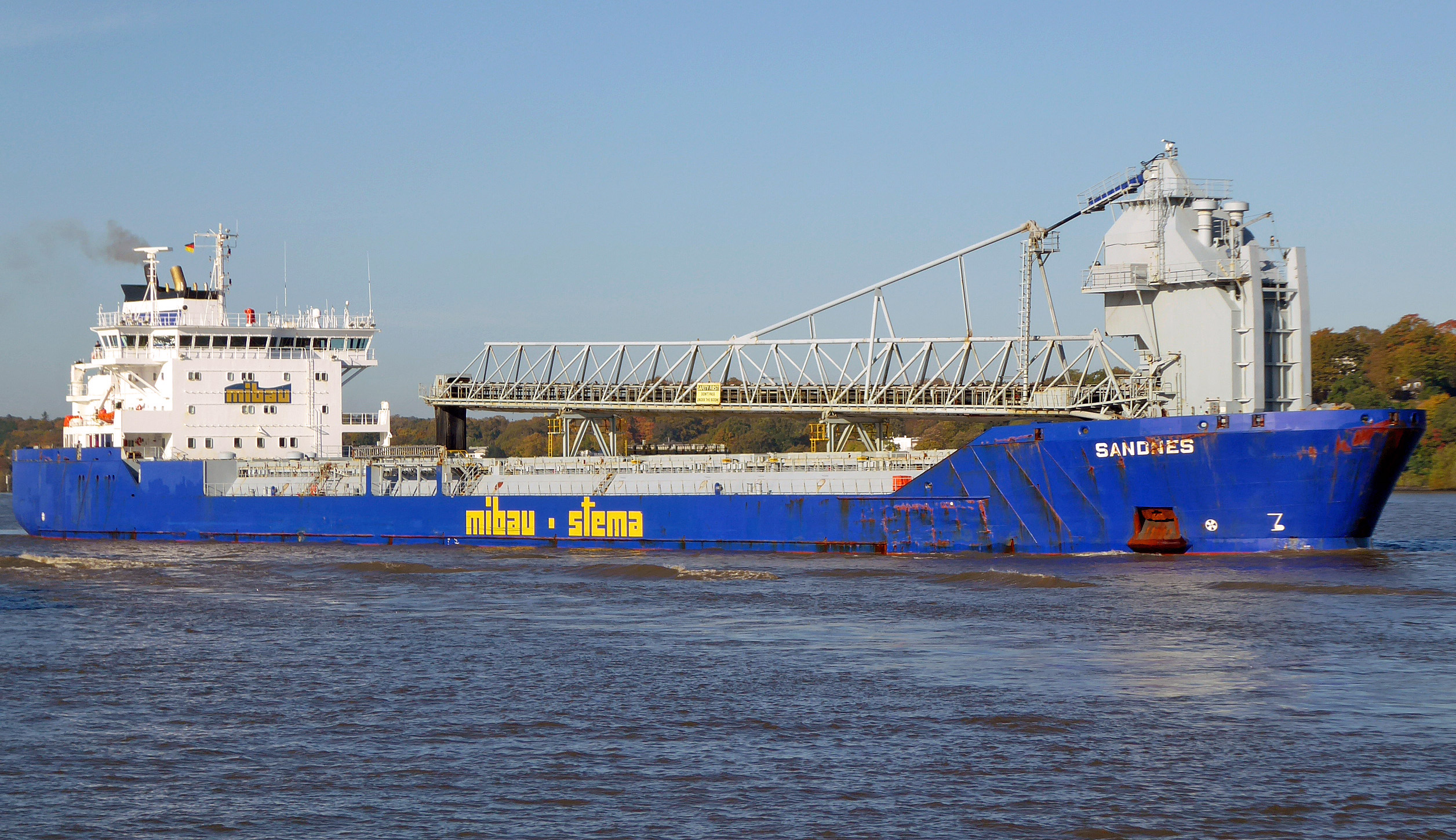
Sandnes, Typ 167
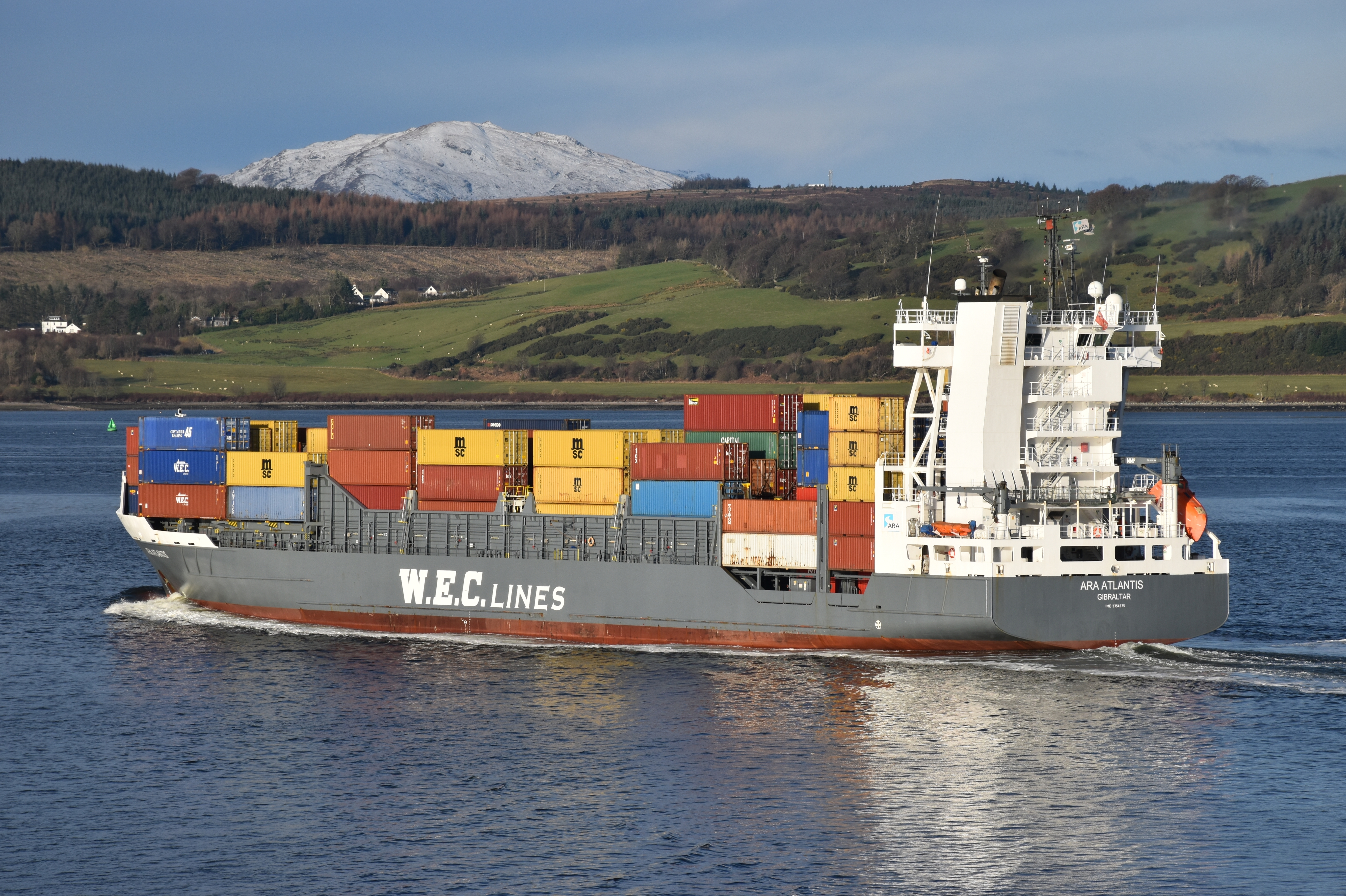
ARA Atlantis, Typ 168
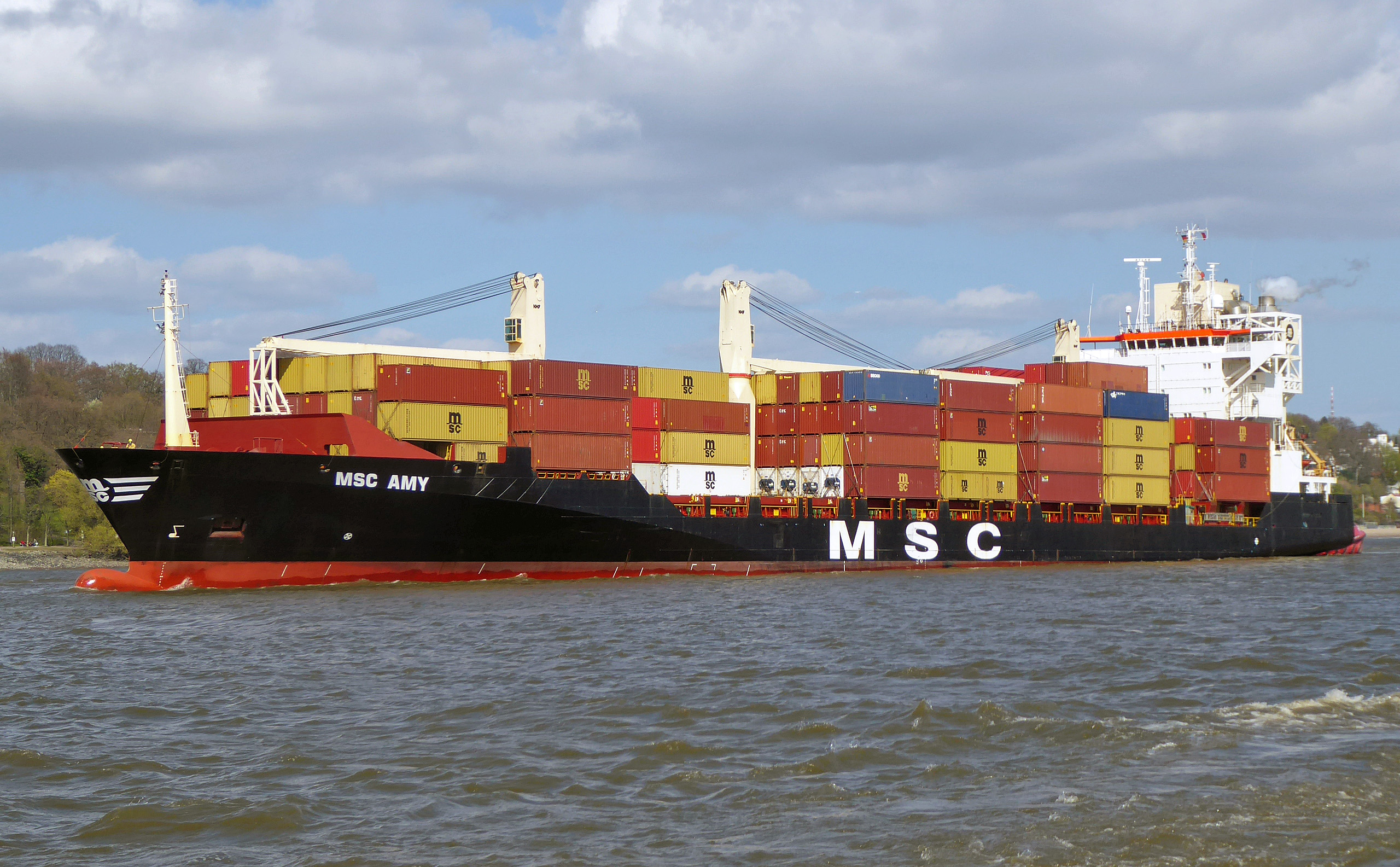
MSC Amy, Typ 170
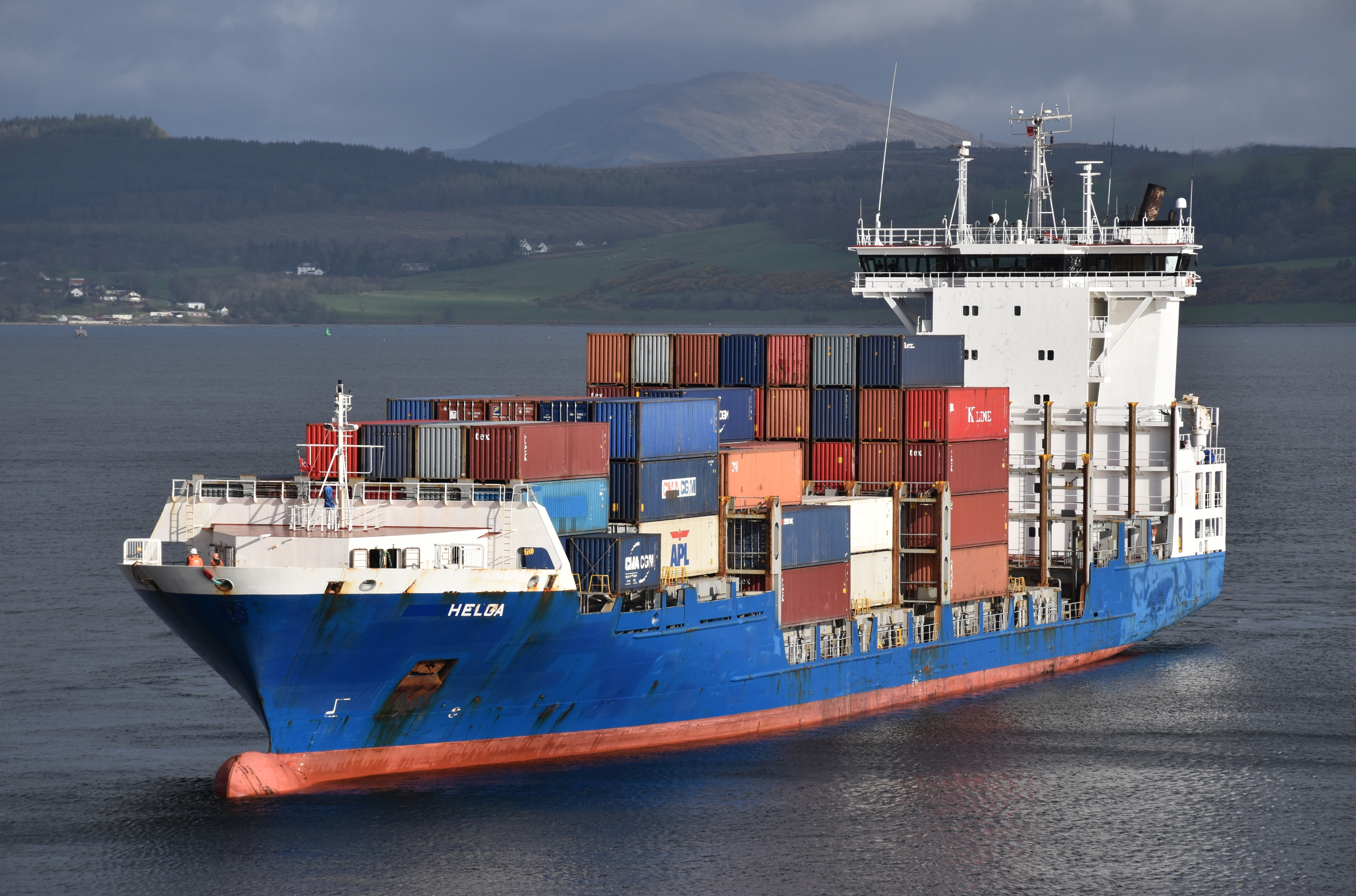
Helga, Typ 172
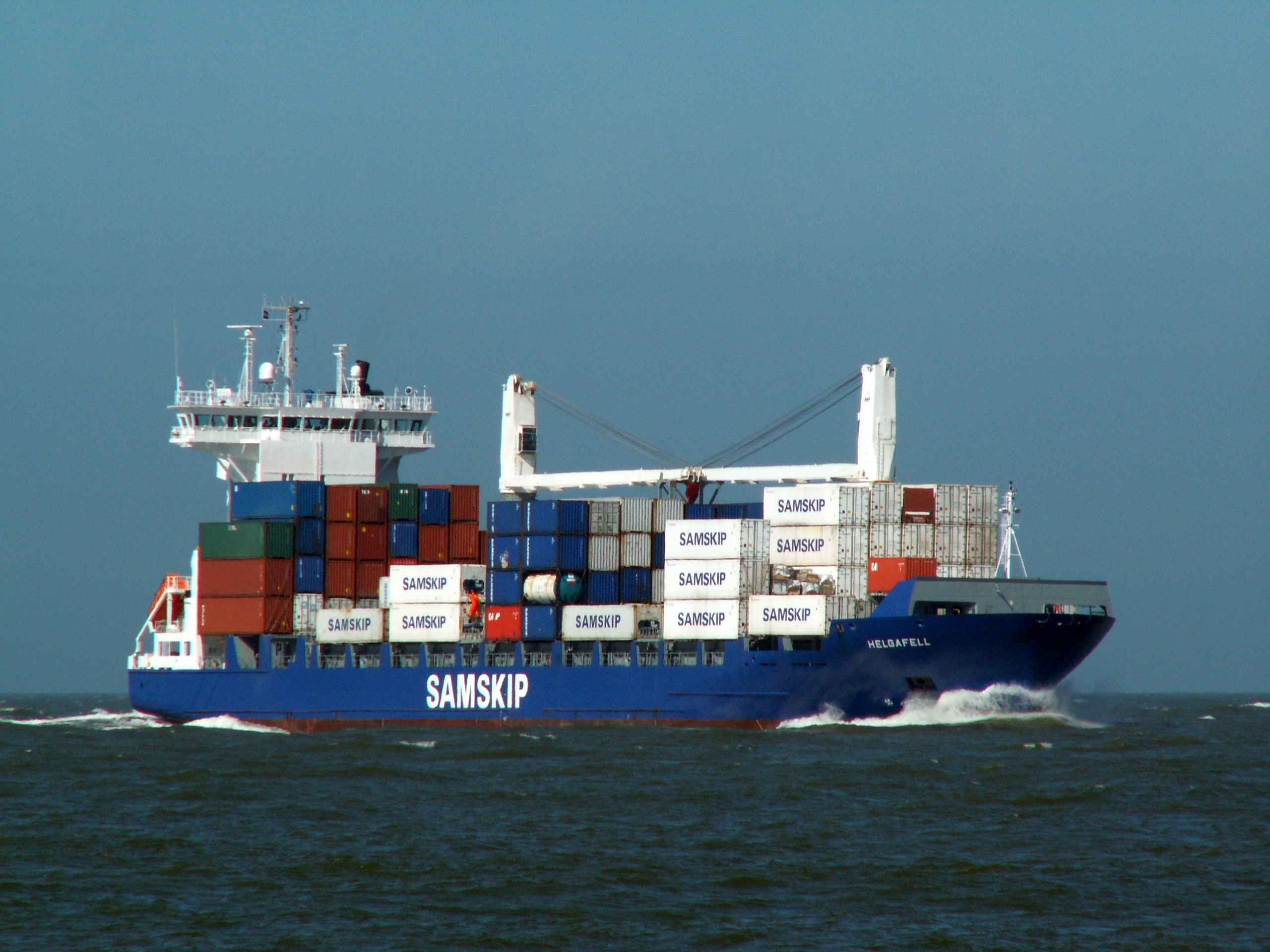
Helgafell, Typ 174
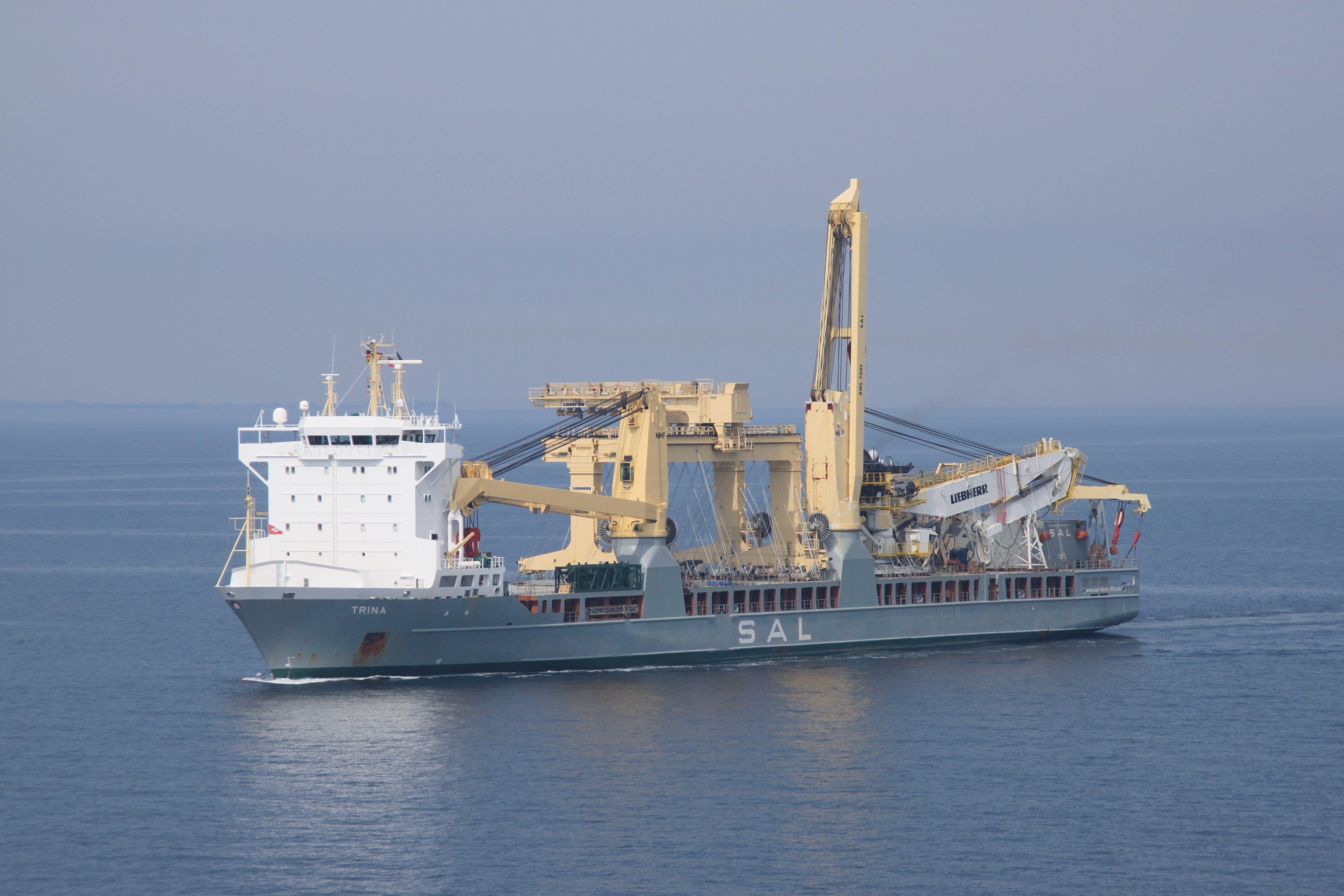
Trina, Typ 176
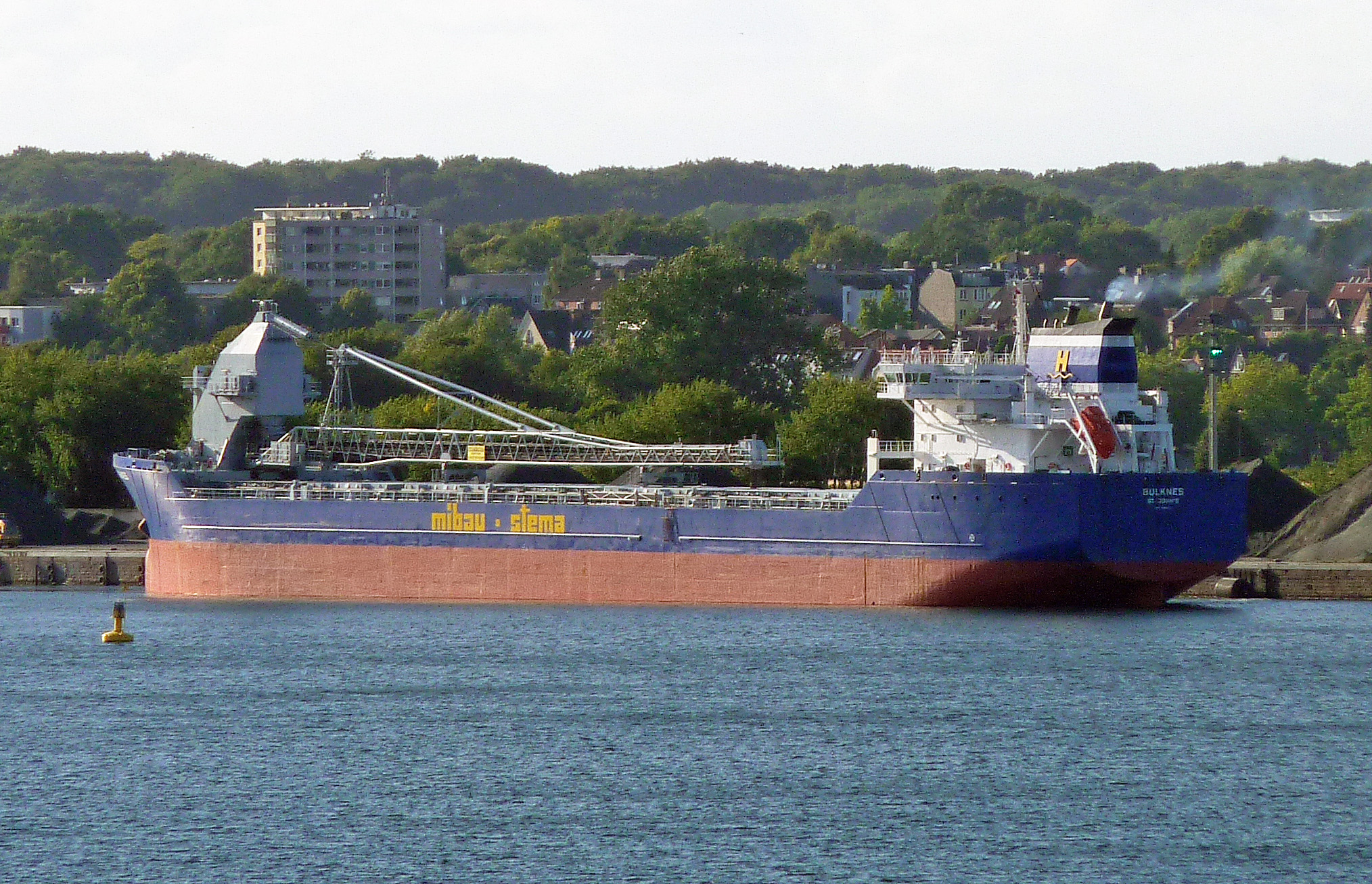
Bulknes, Typ 177
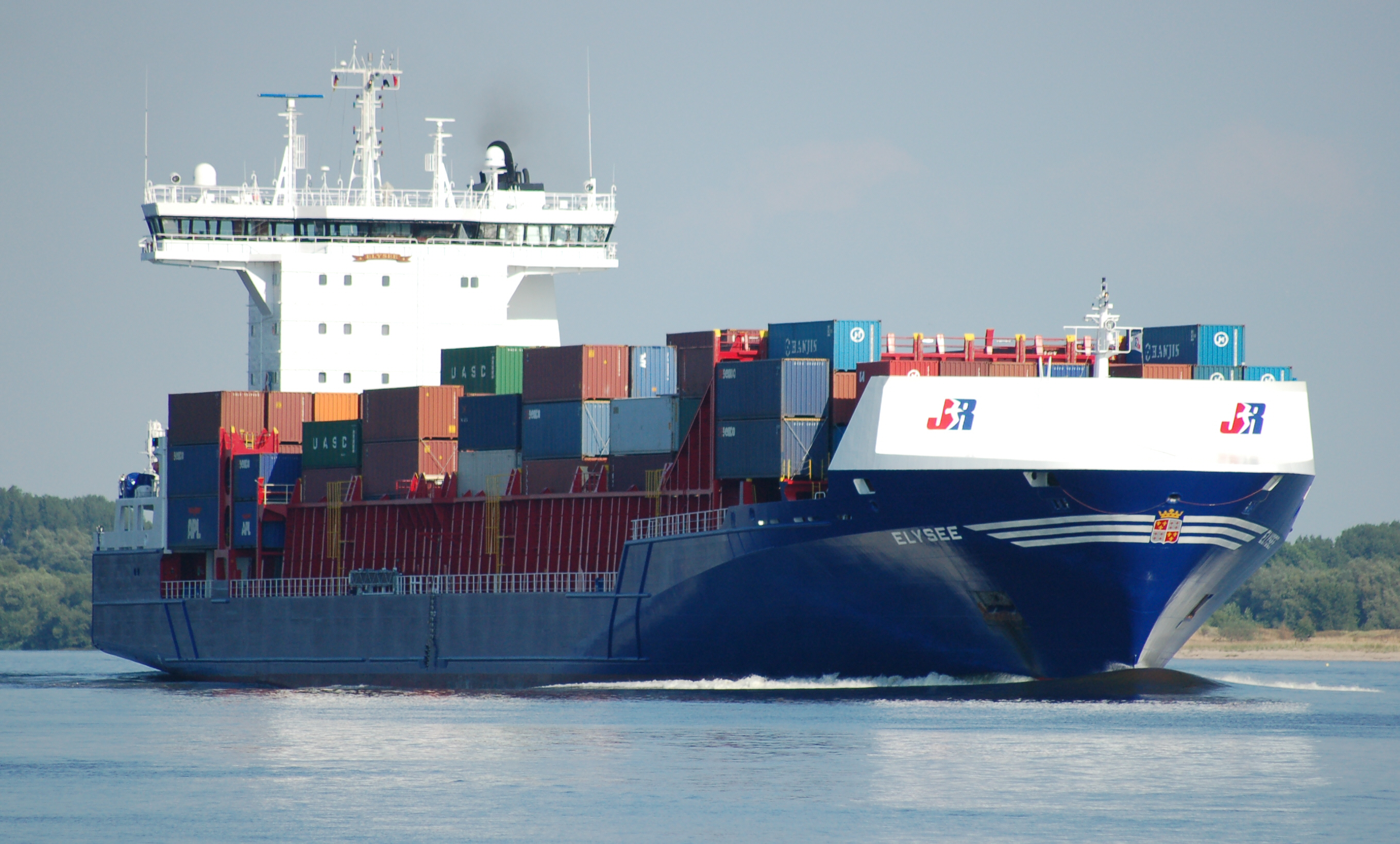
Elysee, Typ 178
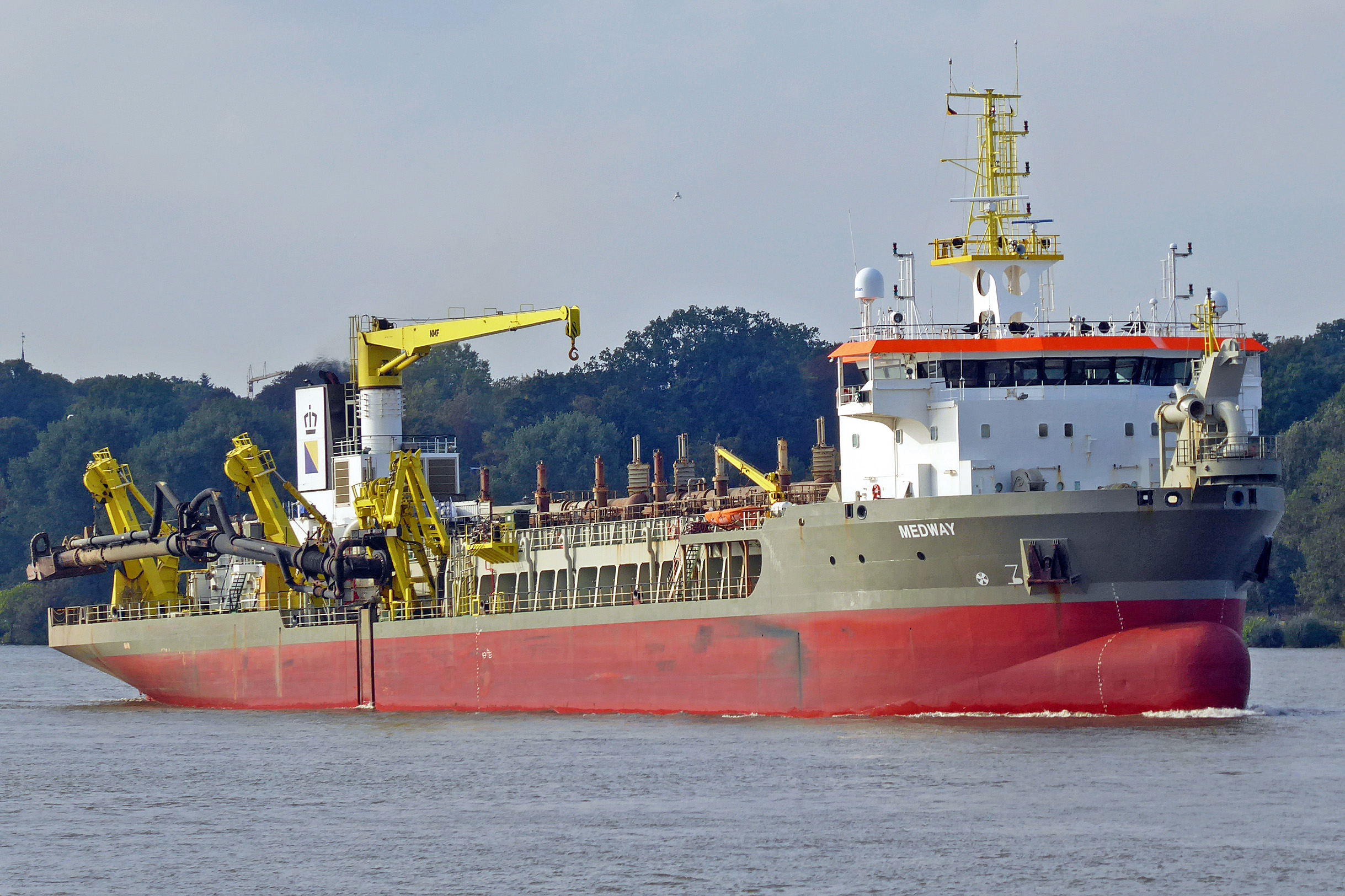
Medway, Typ 180
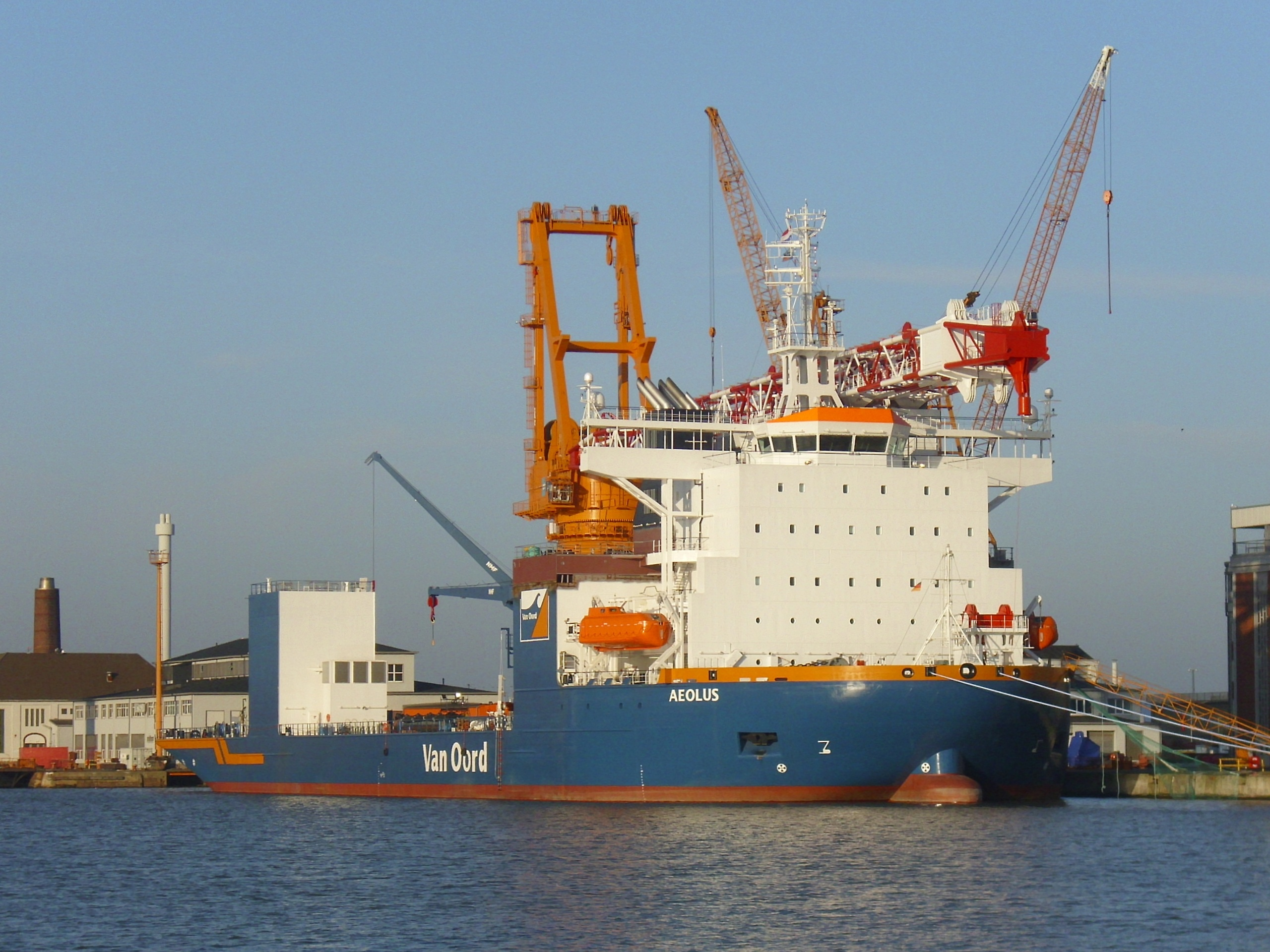
Aeolus, Typ 187
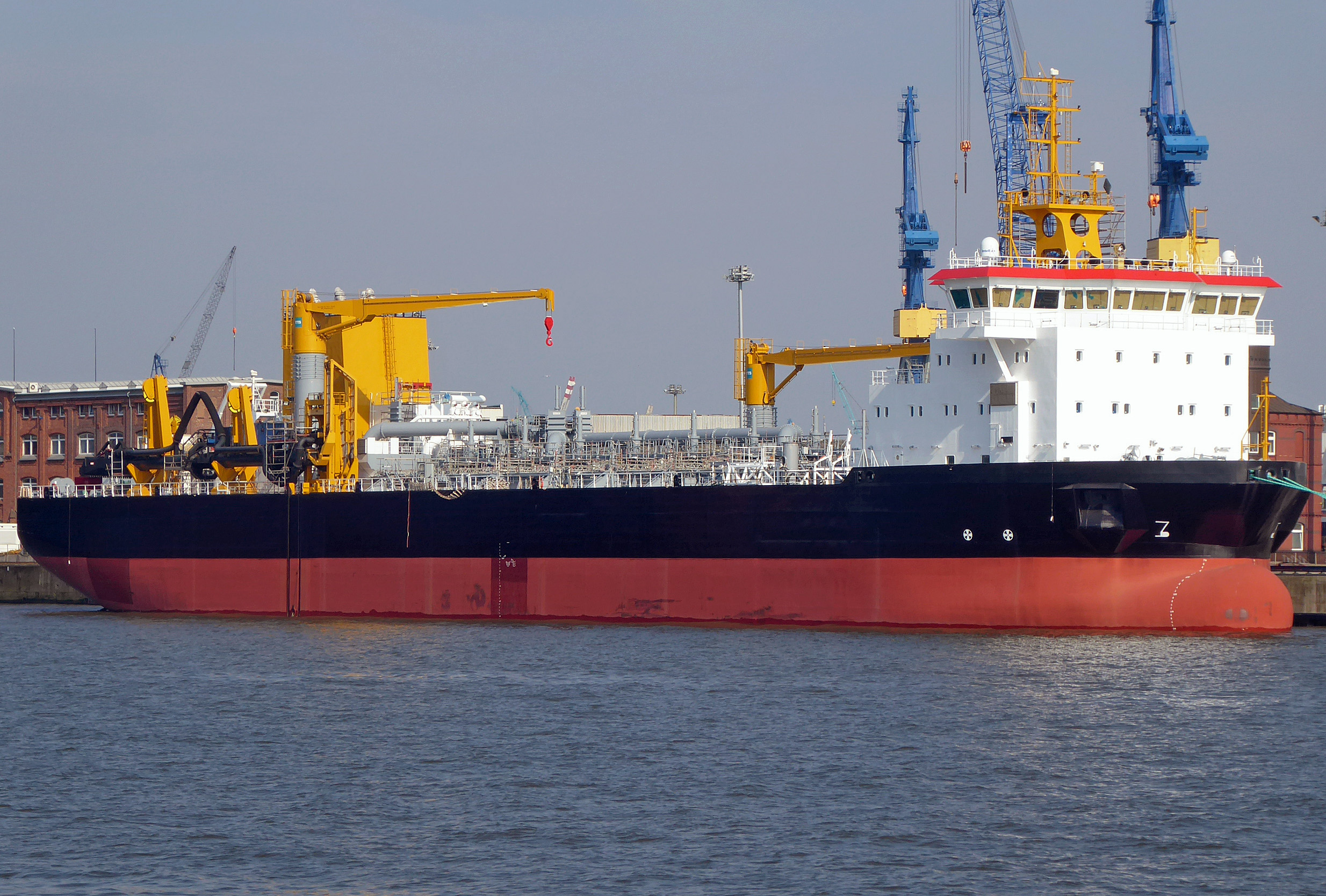
Osteriff, Typ 191